# Mujer Maravilla

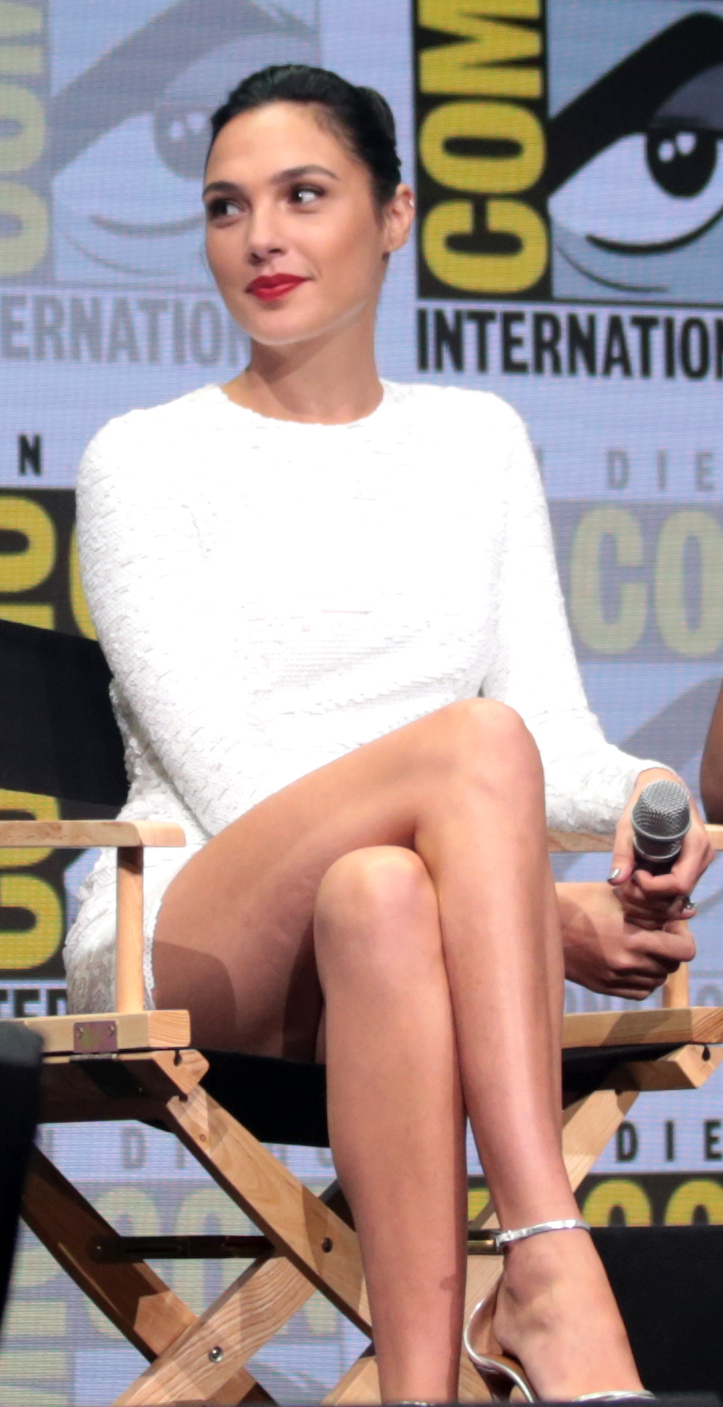
Gal Gadot

La Mujer Maravilla (en inglés: Wonder Woman) es una superheroína ficticia creada por William Moulton Marston y H. G. Peter para la editorial DC Comics. Es una princesa guerrera de las Amazonas, pueblo ficticio basado en el de las amazonas de la mitología griega. En su tierra natal es conocida como la princesa Diana de Temiscira pero fuera de esta utiliza la identidad secreta de Diana Prince. Está dotada de una amplia gama de poderes superhumanos y habilidades de combate de batalla superiores, gracias a sus dones obtenidos de los dioses y su amplio entrenamiento. Posee un gran arsenal de armas, incluyéndose entre las principales el Lazo de la Verdad, un par de brazaletes mágicos indestructibles, su tiara, que sirve como arma, y en algunos relatos, en la edad de oro, tuvo un avión invisible. Pero más adelante, se le fue mostrando con la capacidad de volar cada vez con mayor frecuencia por lo que el avión invisible fue dejando de utilizarse.
El personaje apareció como tal publicado por primera vez en la revista de historietas All Star Comics #8 (de diciembre de 1941) y con su alter ego en el Sensation Comics #1 (de enero de 1942). El título de historietas de la Mujer Maravilla ha sido publicado por DC Comics casi continuamente a excepción de un breve período donde no tuvo serie en 1986. Su representación como una heroína que lucha por la justicia, el amor, la paz y la igualdad sexual ha llevado a la Mujer Maravilla a convertirse en un icono feminista. Creada durante la Segunda Guerra Mundial, el personaje fue representado inicialmente en su lucha contra las fuerzas militares de ocupación del Eje, así como una gran selección de supervillanos. La Mujer Maravilla ha ganado un gran elenco formidable de enemigos empeñados en la eliminación de la amazona, incluyendo villanos clásicos como Baronesa Paula Von Gunther, Cheetah, Ares, Doctor Poison, y la bruja Circe, y entre los más nuevos como Maxwell Lord, así como también la enemistad y/o rivalidad de ñmuchos dioses y monstruos de la mitología griega. Mujer Maravilla también ha aparecido regularmente en las historietas en los grupos de superhéroes como en la Sociedad de la Justicia de América (desde 1941) y la Liga de la Justicia (desde 1960).
Además de las historietas, el personaje ha hecho apariciones en otros medios de comunicación; más notablemente, la serie de televisión Wonder Woman (1975-1979), protagonizada por Lynda Carter, así como series animadas como los Súper amigos, la Liga de la Justicia y otro sinnúmero de cameos de otras series animadas, o referencias en películas tales como Superescuela de Héroes. A raíz de la serie de televisión de Carter, varios estudios han luchado por introducir una nueva versión de la serie de acción en vivo de la Mujer Maravilla para el público, aunque el personaje ha continuado figurando en una gran variedad de juguetes y mercancías, así como las adaptaciones animadas en películas para DVD, incluyendo una película animada del 2009 (Wonder Woman) como una de acción real en 2017 (Wonder Woman) para el personaje. Los intentos de devolver a la Mujer Maravilla a la televisión han incluido un episodio piloto fallido para la NBC en 2011, seguido de cerca por otra producción estancada por parte de The CW. En 2013 se anunció que la actriz y modelo Israelí Gal Gadot interpretará a la Mujer Maravilla en las películas del Universo extendido de DC Batman v Superman: Dawn of Justice (2016),Liga de la Justicia (2017), Wonder Woman 1984 (2020) y Liga de la Justicia de Zack Snyder (2021). También aparecerá en futuras películas del DCEU como ¡Shazam! La furia de los dioses y The Flash (ambos; 2023). Kimberly Von Illberg hizo de esta personaje en un cameo final de la serie Peacemaker (2022).
Es una de las pocas heroínas que no tiene una contraparte masculina y se la considera informalmente junto con Batman y Superman como integrante de la "Trinidad" de DC Comics, siendo considerados estos tres superhéroes como los más importantes de esta compañía. A lo largo de los años, el título de Mujer Maravilla lo han llevado también otras amazonas, como la misma Reina Hipólita, y su hermana, Donna Troy.

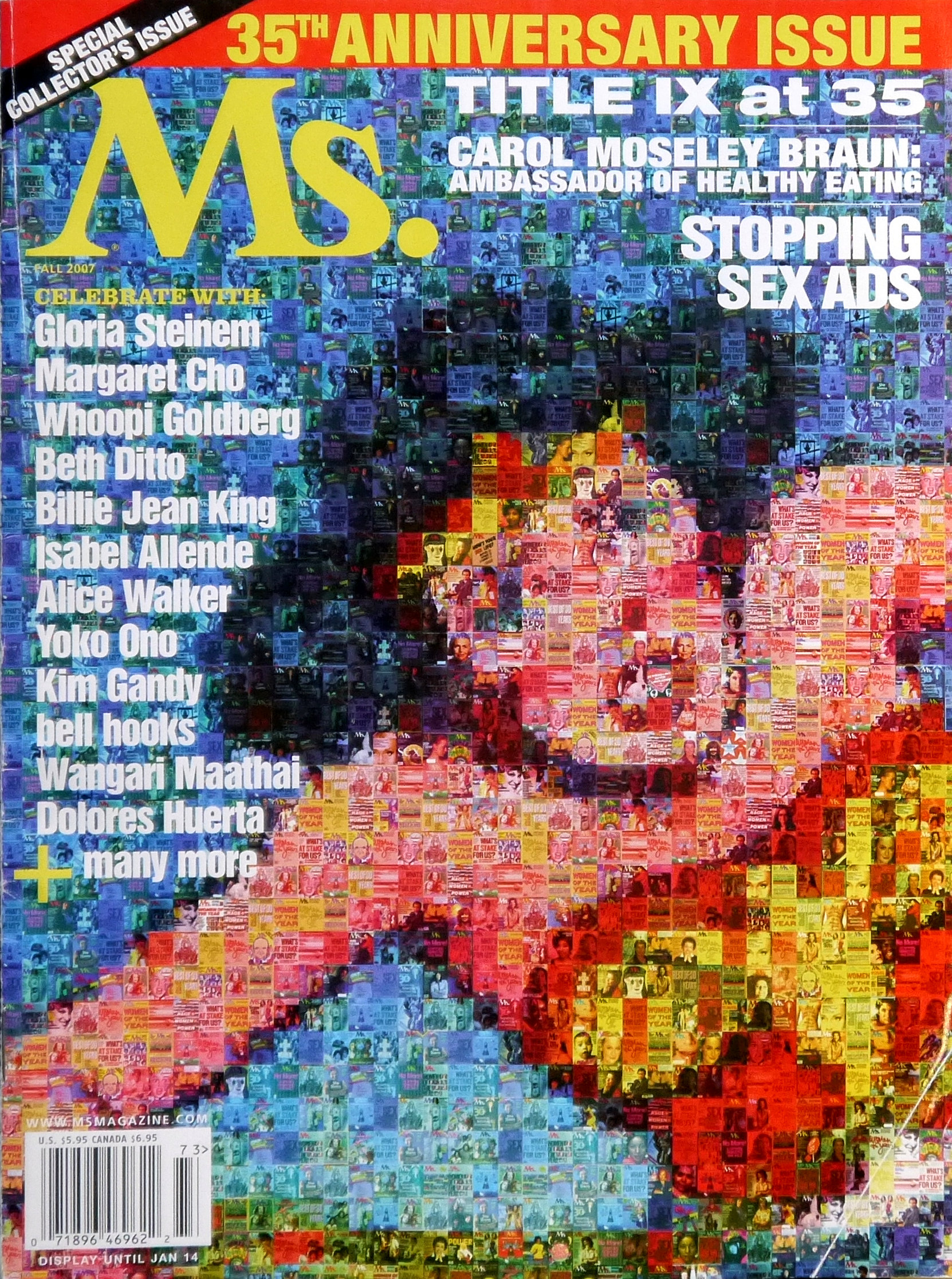
Mujer Maravilla en la portada de la revista feminista Ms.

## Historia de su publicación

### Creación del personaje: Edad de Oro
En una entrevista realizada el 25 de octubre de 1940 en la revista Family Circle, William Moulton Marston discutió el medio potencial que nunca se había podido explotar. En este artículo llamó la atención del editor de historietas Max Gaines, quien contrató a Marston como consultor educativo para National Periodicals y All-American Publications, dos de las empresas que se fusionarían para formar DC Comics. En ese momento, Marston decidió desarrollar a un nuevo superhéroe; con la ayuda de su esposa, Elizabeth, sugirió que creara a una superheroína femenina:

"William Moulton Marston, un psicólogo ya famoso por inventar el polígrafo (el que sería la idea para ser el precursor del ficticio Lazo de la Verdad, la herramienta de la Mujer Maravilla), coincidió con una idea para un nuevo tipo de superhéroe, con el que triunfaría no con los puños o potencia de fuego, sino con el amor." "Bien", dijo Elizabeth. "Pero que fuese una mujer."

Marston introdujo la idea de Gaines, cofundador de All-American Publications. Dándole el visto bueno, Marston desarrolló a la Mujer Maravilla junto con su esposa Elizabeth, a quien Marston cree el modelo de la poco convencional mujer liberal de la época. Marston también se inspiró en Oliva Byrne, una joven que vivía con el matrimonio en una relación poliamorosa. Las dos mujeres fueron la principal influencia como modelos para la creación del personaje. Mujer Maravilla debutó en All-Star Comics #8 (diciembre de 1941), con un guion de Marston y con los dibujos de Harry G. Peter. El personaje fue nombrado inicialmente "Suprema" en el primer guion de Marston, pero este nombre fue descartado.
Además, Marston fue el creador de un aparato que mide el sistema de presión de la sangre, que fue crucial para el desarrollo de la prueba del polígrafo (el detector de mentiras). La experiencia de Marston con el polígrafo le convenció de que las mujeres eran más honestas y confiables que los hombres y podían trabajar más eficientemente.

"Mujer Maravilla es una propaganda psicológica para el nuevo tipo de mujer que debería ser, en mi opinión, para gobernar el mundo".
William Moulton Marston.

En una edición de 1943 de The American Scholar, Marston escribió:

"Ni siquiera las niñas quieren ser mujeres con nuestro arquetipo de femineidad que carece de fuerza y poder. No quieren ser chicas, no quieren que se las vea sensibles, sumisas, como buenas mujeres amantes de la paz. Las cualidades fuertes de las mujeres se han convertido en algo despreciable debido a su debilidad. El remedio obvio era crear un personaje femenino con toda la fuerza de Superman, además de todo el encanto de una mujer buena y hermosa."

Inicialmente, la Mujer Maravilla fue una campeona amazona que ganaría el derecho a regresar a Steve Trevor ("un piloto y oficial de inteligencia estadounidense cuyo avión se había estrellado en la isla Paraíso, la patria aislada de las amazonas, lejos del mundo del hombre") y que luego se integró en dicho mundo para poder luchar contra el crimen y la maldad de los nazis.
Durante ese tiempo, la Mujer Maravilla se uniría a la Sociedad de la Justicia de América como la secretaria del equipo.

### Edad de Plata y Edad de Bronce
Durante la Edad de Plata, el personaje quedó bajo el guion de Robert Kanigher, y el origen de la Mujer Maravilla fue renovado, junto con otros personajes. La nueva revisión sobre sus orígenes permitió dar a conocer nuevos personajes de origen helénicos y sus raíces mitológicas: recibiría la bendición de cada deidad en su nacimiento, Diana estaría destinada a convertirse tan bella como Afrodita, sabia como Atenea, tan fuerte como Hércules, y tan rápida como Hermes.
A finales de la década de 1960, bajo la dirección de Mike Sekowsky, Wonder Woman entregaría sus poderes con el fin de permanecer en el mundo exterior en lugar de acompañar a sus compañeras amazonas a otra dimensión. La Mujer Maravilla comenzaría a utilizar el alias de Diana Prince y abrió una tienda de ropa. Aprendería artes marciales de un mentor chino llamado I Ching, además de habilidades en el uso de armas. Usando su capacidad de combate en lugar de sus poderes, Diana participaría en aventuras que abarcaron una variedad de géneros, desde el espionaje hasta la mitología.
A principios de 1970 el personaje volvería a sus raíces como superheroína en la Liga de la Justicia de América y desde la Segunda Guerra Mundial con su propio título.

### Edad Moderna
Tras el crossover de 1985, la "Crisis on Infinite Earths", el escritor George Pérez, y los dibujantes Len Wein y Greg Potter relanzaron una vez más el personaje, reescribiendo una vez más, el origen de la Mujer Maravilla siendo esta una emisaria y embajadora de Temiscira para el mundo exterior, encargándole la misión de llevar la paz al mundo exterior. Pérez incorporaría una variedad de deidades y conceptos de la mitología griega en las historias del origen de la Mujer Maravilla. El relanzamiento del personaje actuó como la base para nuevas historias más modernizadas sobre la Mujer Maravilla, ampliando el origen en donde las Amazonas y la princesa Diana son almas de mujeres reencarnadas traídas nuevamente a la vida por gracia de las Diosas del Olimpo y en donde Diana en particular sería la amazona más valiosa que pondría fin a los demenciales planes del dios Ares. Este relanzamiento tuvo un enorme éxito en la crítica y por parte del público.

### Las historias sobre el personaje: Post Crisis Infinita
En agosto de 2010 (en la edición número 600), J. Michael Straczynski asumió el mando de la serie e introdujo a la Mujer Maravilla en una realidad alternativa creada por los dioses en la que la Isla Paraíso había sido destruida y las amazonas habían sido repartidas por todo el mundo. En esta línea de tiempo, Diana es una huérfana criada en Nueva York que está aprendiendo a lidiar con sus poderes. Todo el mundo ha olvidado la existencia de la Mujer Maravilla y la historia principal es que Diana trata de restaurar la realidad a pesar de que no recordaba quién era realmente. Un trío de diosas de la muerte conocido como Los Morrigan actuó como principal enemigo de la Mujer Maravilla. En esta historia, la Mujer Maravilla usa un nuevo traje diseñado por Jim Lee. Straczynski determinó la trama y continuó escribiendo hasta Wonder Woman número 605; el escritor Phil Hester lo relevó de la escritura de la historieta, y finalmente concluyó la historia en Wonder Woman 614.

### La publicación enLos Nuevos 52
DC Comics relanzaba toda su línea de publicaciones para atraer a una nueva generación de lectores, y el personaje también fue relanzado en el evento conocido como Los Nuevos 52. Brian Azzarello y Cliff Chiang fueron asignados al guion de sus historias y el dibujo de la serie, respectivamente, y reformaron la historia del personaje de manera considerable. En esta nueva continuidad, Mujer Maravilla lleva un traje similar al traje original, pero tiene un nuevo origen. Ya no es una figura de arcilla traída a la vida por la magia de los dioses; en cambio, es una semidiosa y la hija nata de Hipólita y Zeus. La modernización de Azzarello y Chiang sobre el personaje fue aclamada por la crítica.

## Historia del personaje

### Edad de Oro
Debutando en All Star Comics #8, Diana era miembro de una tribu de mujeres llamadas las Amazonas, nativa de Isla Paraíso. Esta era una isla aislada situada en medio de un vasto océano, allí el capitán Steve Trevor tuvo un accidente aéreo donde logró apenas aterrizar su aeronave cerca a la isla, fue encontrado vivo pero inconsciente. Diana lo encontró junto a una compañera amazona. Diana le cuidó hasta que sanó pero terminó enamorándose de él. Se llevó a cabo una competencia entre todas las amazonas ante la corte de la madre de Diana, Hipólita la Reina de las Amazonas, con el fin de determinar quién era la más digna de entre todas las mujeres para llevar de regreso a Steve al mundo exterior; Hipólita le adjudicaría a la ganadora la responsabilidad de entregarle al capitán Steve Trevor su regreso al exterior y para poder luchar por la justicia. Hipólita le prohibía a Diana participar en el concurso; no obstante, aun así tomó parte, usando una máscara para ocultar su identidad. Ganó el concurso y se revela a sí misma, sorprendiendo a su madre Hipólita, que al final se dejaría llevar por el deseo de su hija Diana para que fuese al mundo de los hombres. Entonces regresa a salvo a Steve Trevor de vuelta a su casa y se le concede un vestido especial hecho por su propia madre para llevar su nuevo papel como Mujer Maravilla.
Después de este suceso llega al mundo del hombre por primera vez, a tierras de los Estados Unidos. La Mujer Maravilla se encuentra con una enfermera del ejército llorando llamada Diana Prince. Esta le pregunta acerca de su situación, por lo que le relata que como enfermera deseaba partir a América del Sur con su novio, pero no pudo debido a que no tenía suficiente dinero para costearse el viaje. Como ambas parecían estar en una misma situación y como Mujer Maravilla necesitaba un trabajo y una identidad válida para cuidar de Steve (al cual ingresó al mismo hospital del ejército), le da el dinero que había ganado anteriormente para ayudarla para que fuese con su prometido a cambio de obtener sus credenciales. La enfermera le revela que su nombre es Diana Prince y, por lo tanto, tomaría dicha identidad como suya y sería la identidad secreta de la Mujer Maravilla, comenzando a trabajar como enfermera en el ejército.
Mujer Maravilla después tomaría parte en varias aventuras, sobre todo al lado de Trevor. Sus enemigos más comunes durante este período serían las fuerzas nazis, y a veces supervillanos como Circe, Giganta, La Baronesa Paula Von Gunther, Chita, Doctor Psycho y el Duque del Engaño.

### Edad de Plata

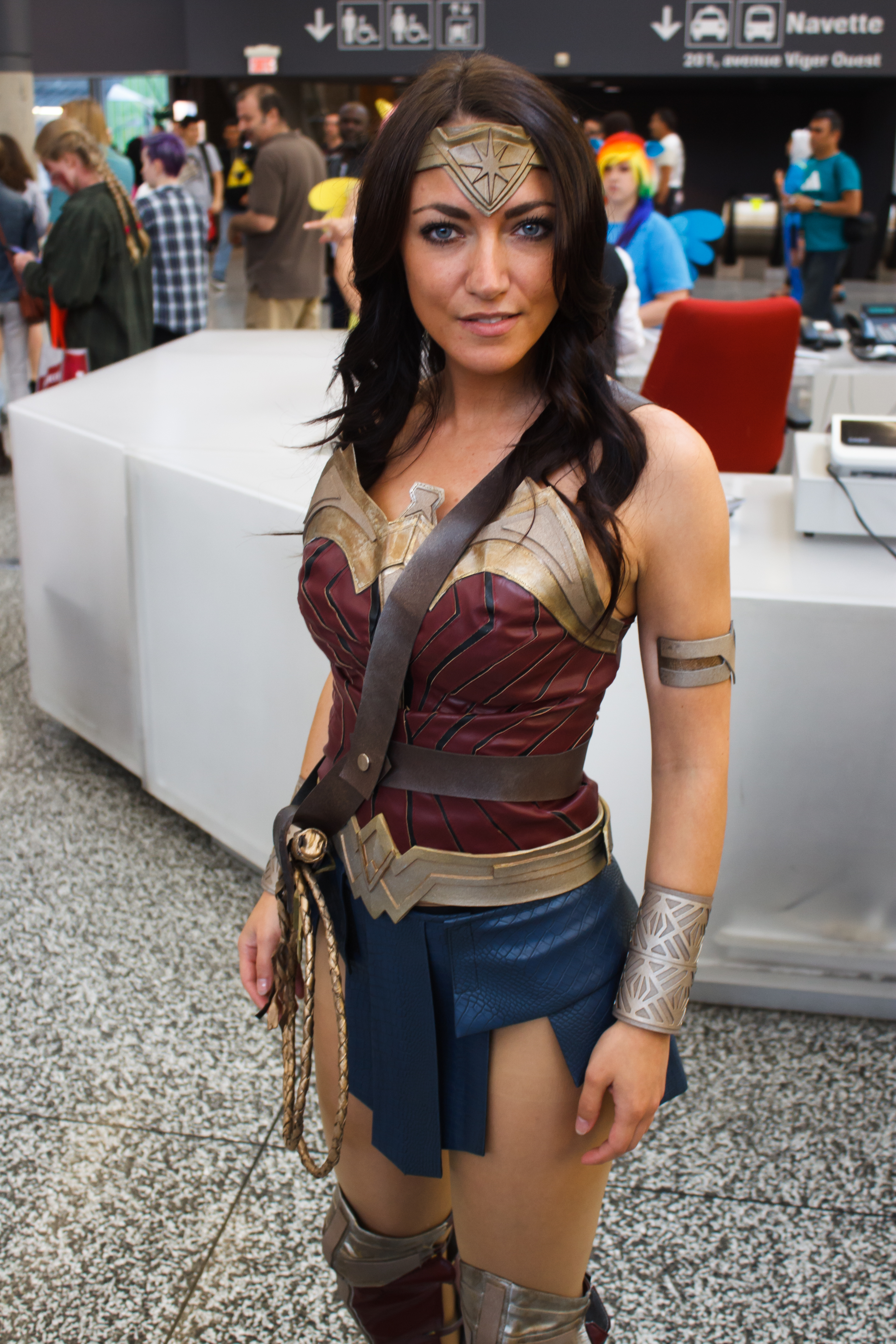
Cosplayer como la Mujer Maravilla.

En la Edad de Plata, la historia de la Mujer Maravilla recibió varios cambios. En su origen anterior, que tenía lazos significativos con los hechos que marcaron la Segunda Guerra Mundial, fue cambiado y sus poderes, se mostraron ser el producto de la bendición de los dioses. Fue descrita como: bella como Afrodita, sabia como Atenea, más fuerte que Hércules y más rápida que Hermes Los conceptos de Wonder Girl y Wonder Tot también fueron introducidos durante este período.
El cómic Wonder Woman Vol. 1 número 179 (noviembre de 1968) mostró a la Mujer Maravilla renunciando a sus poderes y devolviéndo su traje y título a su madre para poder seguir permaneciendo en el mundo del hombre. La razón detrás de esto es que todas las amazonas estaban trasladándose a otra dimensión, pero Diana no pudo acompañarlas por lo que tenía que quedarse en el mundo para ayudar a un Steve condenado de manera injusta. Por lo tanto, como ya no ostentaba el título de Mujer Maravilla y después de esta reunión se convirtió en aprendiz de un anciano maestro de las artes marciales llamado I-Ching, Diana reanudaría la lucha contra el crimen como la impotente Diana Prince. Para ocultar su actividad, se dedicó a instaurar un almacén de ropa y vistiéndose con una serie de trajes mientras luchaba contra el crimen. Durante este tiempo, Samuel R. Delany asumió las funciones de escritor con la edición #202. Delany se suponía que inicialmente iba a escribir un arco argumental de seis números, que culminaría en una batalla en una clínica de abortos, pero Delany fue retirado al parecer debido a las críticas hechas por Gloria Steinem quien, sin saber el contenido de la historia que planificaba Delany escribir, simplemente se volvió molesto que la Mujer Maravilla ya no llevase su traje tradicional.

### Edad de Bronce
En Wonder Woman Vol 1 204, Diana volvería a tener sus poderes y su vestuario tradicional y una vez más volvería a ser la Mujer Maravilla. I-Ching resulta siendo asesinado por un loco francotirador en la misma edición. Más tarde, Diana se reuniría con su hermana Nubia, que es otra hija de la reina Hipólita que fue formada de arcilla oscura (de ahí la piel oscura de Nubia). Nubia era otra Mujer Maravilla que procedía de la "Isla flotante", y desafía a Diana a un duelo que termina en un empate. Volviendo a casa, Nubia tendría más aventuras junto a Diana.
En la última edición del Volumen 1 mostró a Diana y a Steve Trevor en el cual anunciaban su amor el uno por el otro y luego se casaban.

### Edad Moderna

#### Crisis en las Tierras Infinitasy etapaPost Crisis
Con posterioridad, y como consecuencia de la saga Crisis on Infinite Earths, su origen fue revisado por George Pérez. Otros autores que han realizado grandes aportes a la historia de Wonder Woman son: Mike Deodato Jr, en la saga titulada "El torneo"; Phil Jiménez, quien con la historia "La bruja y la guerrera" narró una saga épica donde Diana reúne a un ejército de heroínas para luchar contra la hechicera Circe; y, más recientemente, Greg Rucka en una controvertida etapa que dividió a los fanes del personaje, y Gail Simone, que para muchos significa el resurgir de la princesa amazona, sumida en los últimos tiempos en una calidad mediocre, pero que también divide a los fanes respecto de su calidad. Más recientemente, Brian Azzarello pone su origen en que en lugar de ser formada por arcilla, fue el fruto de una relación entre Hipólita y el Dios Zeus, relación prohibida, lo que lleva a su madre a inventarse la historia de la arcilla.

#### La etapa de George Pérez
Después de haber realizado para DC Comics series tales como Los Nuevos Titanes y Crisis on Infinite Earths, el gran George Pérez fue el encargado de rehacer la imagen de la mítica amazona. Especialmente impresionante es el primer número, donde presenciamos el móvil primario del origen de Wonder Woman, detener a un demente Dios Ares en su plan de destruir el mundo y a unas determinadas Diosas Olímpicas en su afán de detenerlo. Observamos una detallada explicación de la creación de Temiscira, la Isla Paraíso, con la mítica historia de la guerra entre Hércules (al que dibuja prácticamente igual que al Hércules de Marvel Comics) e Hipólita, cómo modeló a Diana en barro y las pruebas que esta tuvo que pasar para ganar el manto de "Mujer Maravilla", la Guerrera Suprema. Este primer número es a todos los efectos una obra maestra llena de épica y raíces superheroicas.
A partir del segundo número ya tenemos al coronel Steve Trevor en acción y veremos las razones que conducen a Diana a ser defensora de la Tierra. Estos episodios corresponden a los números dos y tres de la colección de 1987, donde Pérez realiza otro de los mejores trabajos de su carrera, incluyendo la aparición de los diabólicos Phobos y Deimos, hijos de Ares el dios de la guerra, junto con el demonio de destrucción llamado Decay, que desembocan en una batalla de auténtica pesadilla que nada tiene que ver con el aspecto pop de la serie de televisión protagonizada por Lynda Carter.

#### La etapa de Phil Jiménez
Lo mejor de esta etapa serían las sagas "Dioses de Gotham", "La bruja y la guerrera" y "El mundo perdido de Skartaris". "La bruja y la guerrera" es una saga muy especial porque narra una aventura épica en la que la bruja Circe ha lanzado un hechizo sobre la ciudad de Nueva York donde todos los hombres se convierten en indefensos animalitos y suelta un ejército de supervillanas para que les den caza. Mujer Maravilla contacta a Oráculo y juntas convocan al ejército de todas las heroínas DC (aunque faltan Cazadora y Catwoman). Así se entabla una batalla de heroínas contra villanas como nunca se ha visto en un cómic.
La saga ha sido criticada por los aficionados por tener demasiados personajes, siendo muchos de "segunda fila" dentro del Universo DC. La portada de la edición americana es de Jim Lee. En este mismo tomo asistimos a la reconstrucción de la Isla Paraíso, que fue destruida en la saga "Paraíso Perdido", con mucho más esplendor y mucho más espectacular. "La bruja y la guerrera" sería un tomo imprescindible y muy importante dentro de la continuidad interna de la moderna historia de Mujer Maravilla. Su dibujante, Phil Jiménez, tiene un estilo parecido al de George Pérez.

#### La etapa de Greg Rucka
El título trata sobre Diana que, convertida ahora en embajadora ante las Naciones Unidas, ha publicado un libro titulado "Palabras maravillosas" donde cuenta sus memorias y expone su doctrina. Utilizando el mismo esquema que se suele seguir en el planteamiento de las series de televisión, Rucka construye un guion que nos adentra en el funcionamiento de la embajada de Temiscira donde conoceremos a su ayudante personal, a su abogada, a su representante, a su maestra de armas e incluso hasta al cocinero (que no es otro que "el minotauro").
Es un enfoque de "culebrón" ciertamente novedoso para el personaje, donde su faceta como superheroína pasa a un segundo plano en algunos momentos. La narración discurre de manera absolutamente envolvente, con un apasionante tratamiento del personaje de Ares, hasta el número 6 donde nos encontramos con un número especial que conmemora el número 200 de la serie americana Wonder Woman.

### Crisis Infinita

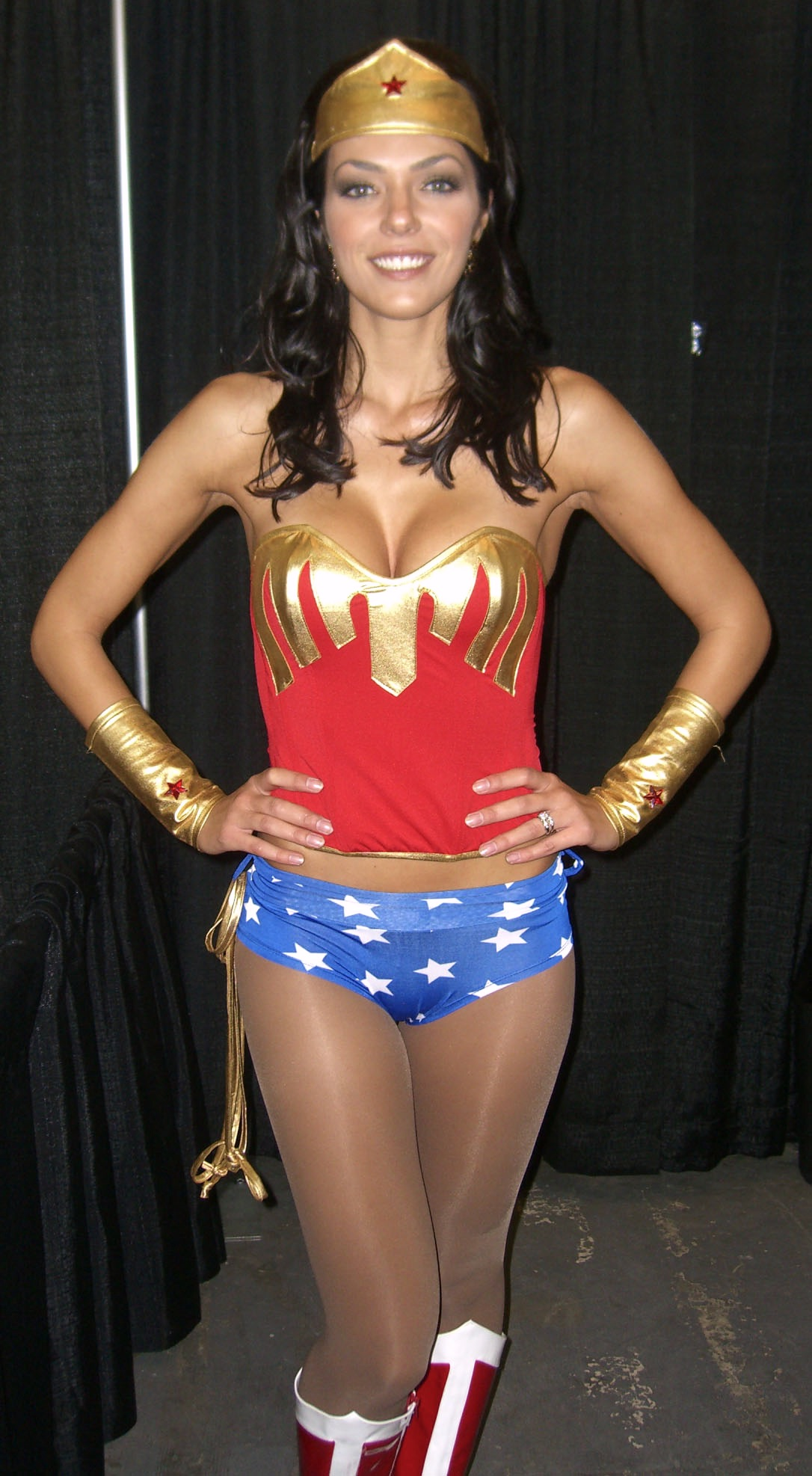
La ganadora del programa de telerrealidad America's Next Top Model, Adrianne Curry, haciendo un cosplay de Mujer Maravilla.

Las cuatro partes de "Sacrificio" narran (dentro de la línea argumental de Crisis infinita) como Diana rompe el código de no matar de los superhéroes de DC. Superman, controlado mentalmente por Maxwell Lord, golpeó brutalmente a Batman y tuvo una lucha alterada con Mujer Maravilla, mientras pensaba que era su enemigo Doomsday.
En medio de su pelea con Superman, Diana comprende que aun cuando ella lo derrote, él todavía permanecería bajo el absoluto control mental de Maxwell Lord. Por eso, crea una distracción que dura algo de tiempo para correr tras Max Lord y demanda que le diga cómo librar a Superman de su control. Limitado por su lazo de la verdad, Max contesta: "Mátame". Mujer Maravilla entonces rompe su cuello. (Ver Proyecto OMAC para saber más sobre esta línea argumental). En su recuperación, Batman rechaza el esfuerzo de Diana por explicar sus acciones; Superman no es capaz de entender sus motivos. En un momento crucial, una brecha profunda se abre entre los tres héroes centrales del Universo DC. En las páginas finales del Proyecto OMAC, el satélite Hermano Ojo (corrompe su Inteligencia artificial controlando a los OMACs) transmite imágenes de la heroína matando a Maxwell Lord en los medios de comunicación de todo el mundo, acompañada por el texto ASESINA.
Al principio de Crisis infinita, Batman y Superman desconfían de Diana: el último puede verla sólo como una asesina a sangre fría, el otro ve en ella una expresión de varios de la Liga de la Justicia, cuando él intentó detener a la Liga de borrar la mente del Dr. Light después de que el villano violó brutalmente a Sue Dibny, también le alteraron la memoria a Batman (véase Crisis de Identidad). Empeorando las cosas, en Crisis Infinita N.º 2, Hermano Ojo inicia el protocolo final, "Verdad y Justicia", que apunta a la eliminación total de las Amazonas. Una invasión masiva a Temiscira se pone en movimiento, utilizando a cada OMAC restante. Diana y sus compañeras, ahora aisladas y expulsadas del mundo exterior, deben luchar por sus vidas. En Crisis Infinita N.º 3, las amazonas se preparan para destruir a los OMACs con una nueva arma poderosa (el Rayo púrpura de la muerte, una alteración del Rayo púrpura de curación). Comprendiendo, sin embargo, que la batalla está siendo transmitida por televisión en todos los canales alrededor del mundo, para hacer parecer a las amazonas como asesinas a sangre fría, Mujer Maravilla convence a las amazonas que apaguen el arma. Entonces congrega a las amazonas en la playa de Temiscira para decidir su próximo movimiento.
Diana llama a Atena para que transporte a la Isla Paraíso y las amazonas a otra dimensión, pero decide no unírseles, y se va para enfrentar a los OMACs sola. En Crisis Infinita N.º 5, cuando Diana llega a Boston, enfrenta un alboroto y es interrumpida por una mujer que cree igual que la Reina Hippolyta. Sin embargo, el intruso se identifica como la Mujer Maravilla de Tierra-2, Diana Prince, que ha salido voluntariamente del Monte Olimpo para proporcionarle información vital y guía a Diana. Ella aconseja a su colega post-Crisis ser "la única cosa que no ha sido durante un tiempo muy largo... humana" y, más pretenciosamente, impulsa a Diana para intervenir en una lucha que tiene lugar en ese momento entre el Superman de la Edad Moderna y su contraparte, Kal-L. Habiendo dejado el Monte Olimpo, y con las bendiciones de sus dioses yéndose, Diana Prince se desvanece. En la edición de tapa dura de Crisis Infinita Diana Prince es enviada a un reino desconocido.
Mujer Maravilla trata de detener a los Superman de luchar, mientras les permite que trabajen juntos derrotando las fuerzas desplegadas por Alexander Luthor, Jr. y Superboy Prime (quiénes se revelan como los verdaderos culpables detrás de la Crisis). En la Batalla por Metrópolis, Diana se redime convenciendo a un angustiado Batman para no dispararle a Alexander Luthor, Jr. a muerte. En la conclusión de la historia, Diana, Bruce Wayne y Clark Kent actúan recíprocamente como los amigos que ellos eran en el pasado, y Diana declara su intención para hacer algún cambio antes de devolver a su papel como Mujer Maravilla.
Cerca de la conclusión de la Crisis la historia de la Tierra es modificada. El pasado de la Edad de Plata de Mujer Maravilla se restaura y se revela que ella también ha servido como un miembro fundador de la Liga de la Justicia. DC anunció que Wonder Woman (vol. 2) sería uno de varios títulos cancelados al concluir  Crisis Infinita ; el número 226 (febrero de 2006) fue el último de esta etapa.

#### Post Crisis Infinita: Wonder Woman vol. 3 (2006-2011)
Junto con los eventos de "Un Año Después" de DC, la tercera serie de Wonder Woman se lanzó con un nuevo número 1 en junio de 2006, ofreciendo a Allan Heinberg como escritor y Terry Dodson como artista.
Donna Troy ha tomado el manto de Mujer Maravilla, un año después en que Diana ha estado extraviada (una escena retrospectiva muestra a Diana que deja su traje y lazo bajo el cuidado de Donna).
Diana reaparece con un traje familiar de Diana Prince, la agente secreto, completa con una versión puesta al día del traje blanco que lució en los tempranos años 70 (Batman le ayudó a crear su nueva identidad secreta.) Diana se une al Departamento de Asuntos Metahumanos, y es compañera de Nemesis. Durante su introducción al equipo, ella se plantea para acelerar en la información de vigilancia disponible de Mujer Maravilla. Antes de dejarse ver, Mujer Maravilla fue vista por última vez en la compañía de un místico oriental llamado I Ching (una referencia a la versión del final de los años 60 y principios de los años 70). A pesar del hecho que la Corte Mundial ha dejado atrás los cargos contra Diana por la muerte de Maxwell Lord, en Manhunter número 26 Mujer Maravilla le pregunta a una abogada Kate Spencer para encabezar una defensa contra los cargos de asesinato archivados por el gobierno de los Estados Unidos.
Su primera misión para salvar a Donna Troy de un equipo de supervillanos es reunida por Cassie Sandsmark, Robin, Némesis y el nuevo campeón de los dioses, Hércules. Después aparece Circe quien se revela a sí misma para robar sus poderes y Diana es traicionada por Hércules que revela que él y Circe son los únicos dioses que desafiaron el decreto de Atenea para abandonar el plano mortal. Circe traiciona a Hércules entonces y lo despoja de sus poderes también. En el futuro los poderes de Diana se restauran y ella vuelve a ser Mujer Maravilla para entregar ese título a su hermana Donna. Con número 3,  Wonder Woman  (vol. 3) se volvió una publicación bimestral.
Heinberg y oficiales de DC han anunciado esa deuda para fijar los números la conclusión de "¿Quién es Mujer Maravilla?" la línea de tiempo será liberada en una fecha futura. Wonder Woman 5 será enviado en la fecha solicitada; el número, será escrito por Will Pfeifer, proporcionará un punto de vista por el "¡Las amazonas atacan!" el evento de la historia. En la Liga de la Justicia de América (vol. 2) N.º 1, Diana se encuentra con Superman y Batman para re-formar la Liga de la Justicia.

### La Mujer Maravilla de Los nuevos 52: Nuevo origen y rediseño conceptual de sus aventuras
En septiembre de 2011, DC Comics relanzó toda su línea de publicaciones, con el lanzamiento del evento conocido como Los Nuevos 52. Entre los principales cambios en el personaje, la Mujer Maravilla vuelve a tener el diseño del traje original, pero reemplazando el color dorado del emblema del águila y el cinturón del traje por plateado, y su origen es completamente nuevo. En esta nueva continuidad, la Mujer Maravilla ya no es un ser creado de la arcilla traída a la vida por la magia de los dioses, pero que es la hija bastarda y semidiosa surgida de la relación entre Hipólita y Zeus, el rey de los dioses griegos. Actualmente, Diana forzósamente asumió el papel y el título como la nueva "Diosa de la Guerra". El mensajero de los dioses y dios, Hermes, le confía a Mujer Maravilla junto con la protección de Zola, de una joven mujer, que está embarazada del hijo de Zeus, Hera, mostrando a cabalidad sus fuertes celos y con la decisión de matar al niño. Con la aparición de un extraño nuevo enemiga llamada Strife, la diosa Discordia, Mujer Maravilla descubre que ella misma es hija nata de Hipólita y Zeus, quien después de un violento enfrentamiento, se convirtieron en amantes. Hipólita le reveló que la historia sobre el origen de Diana antes que fuese una mentira y se extendiese entre todas las Amazonas y para proteger a Diana de la ira de Hera, quien es conocida por cazar y matar a varios hijos ilegítimos de Zeus. El primero de estos hermanos medio mortales en revelarse a la Mujer Maravilla era su medio hermano mayor, Lennox Sandsmark, que podía el mismo transformarse en vida, tomar la forma de una roca y antes de su muerte, fue revelado que es el padre de Wonder Girl (Cassie Sandsmark).
La historia entonces se centra en la búsqueda de la Mujer Maravilla por rescatar a Zola de las manos de una nueva versión de Hades (una versión retratada más infantil y destacándose físicamente por poseer unas velas en la cabeza), que la había secuestrado y se la había llevado al inframundo, al final de la sexta entrega de la serie. Los hijos varones de las amazonas son introducidos y Diana aprende sobre el nacimiento de sus "hermanos" (las amazonas solían invadir algunos buques que se acercaban a la isla y obligaban a los marineros a tener relaciones antes de matarlos. Después de nueve meses, daban al nacimiento de niñas por lo que era muy celebrada y eran admitidas en las filas de las Amazonas, mientras que los hijos varones fueron rechazados. Con el fin de salvar a los niños varones de ser ahogados hasta morir por parte de las Amazonas, Hefesto se encargaba de canjearlos con las Amazonas a cambio de armas. Después salvar a Zola de Hades, la Mujer Maravilla intenta protegerla lo más lejos posible de Apolo, ya que se profetizó que uno de los hijos de Zeus será su caída, y a quien Apolo considera ser hijo de Zola. La Mujer Maravilla recibe su poder de volar gracias a las plumas de Hermes que le atraviesa el muslo y el bebé de Zola es robado entonces por Hermes para dárselo al cuidado de Deméter. En la última página de la historia se muestra a un hombre oscuro y misterioso levantarse de la nieve, teniendo un casco y desapareciendo.
La historia que se contó en el tomo Wonder Woman Vol.4 número 0 del mes de septiembre de 2012, exploró la infancia de Diana y que estuvo bajo la tutela de Ares, el dios de la guerra, (aquí ahora llamado con el nombre Guerra). La historia fue narrada al estilo de una típica historia de los cómics de la Edad de Plata, mostrando la infancia de Diana. La trama principal de la historia fue la formación Diana bajo la tutela de Ares, en la cual la mostraba a una chica extraordinaria con un inmenso potencial. La historia concluye en la que Diana aprende y experimenta la importancia de la misericordia, pues vacila y se niega a matar al "Minotauro", una tarea que le había dado Ares. Sin embargo, esta muestra de misericordia que tiene se ve como un fracaso ante los ojos de Ares.
Mujer Maravilla luego es presentada como uno de los personajes principales en la nueva versión de la Liga de la Justicia título escrito por Geoff Johns y dibujada por Jim Lee. En agosto de 2012, ella y Superman comparten un polémico beso en Liga de la Justicia Vol. 2 # 12, iniciando una relación romántica. Según el escritor de la serie Justice League Geoff Johns, su unión es su nuevo statu quo. Johns reveló que tanto Superman y su relación con la Mujer Maravilla irá terminando mal. DC anunció desde entonces que tendrían una serie del tipo Team-Up Superman/Wonder Woman debutando en otoño de 2013. la historieta ys sus historias se centran no sólo en su romance, sino que también en las amenazas suficientemente poderosas como para desafiar incluso a esta super pareja.

### DC Renacimiento
En 2016, DC Comics de nuevo reescribió su historia durante el lanzamiento del evento llamado DC Renacimiento, siendo parte del plan de una nueva serie de historietas enfocadas a traer de vuelta los conceptos originales que han caracterizado a los personajes.
Tras los acontecimientos acontecidos con la Guerra de Darkseid, la Mujer Maravilla se le revela una gran verdad, una moribunda Myrina Black le dice que en la noche del nacimiento de Diana, Hipólita dio a luz a un niño gemelo. Este niño le fue revelado que es del sexo masculino, conocido como Jason, y por el cual se dice que es increíblemente poderoso. Por lo tanto, Wonder Woman decide que su nueva misión es encontrarlo. Al mismo tiempo, entera de la verdad detrás de su origen y la historia aparece ahora algo desordenada, puesto que ella aparecería con un origen falso y otro verdadero, pero que no sabía a cual corresponde realmente: entre los orígenes posibles se encontraba la versión pre-Flashpoint, y el relatado de la versión de Los Nuevos 52. Como ahora no podía localizar a Temiscira o a sus compañeras Amazonas, y el lazo de la verdad ahora había dejado de funcionar.

#### Mujer Maravilla: Año Uno
Por lo tanto, a partir del arco conocido como Mujer Maravilla: Año Uno, se vuelve a contar el origen de Diana, donde se relata que había crecido en Temiscira. Vivía una vida idílica y había puesto su interés en el mundo exterior, y la primera conexión con dicho mundo fue con Steve Trevor, que se estrelló en la isla y sería el único superviviente. Un concurso se llevaría a cabo para determinar que Amazonas sería la mejor candidata para regresar a Steve a casa, con una Diana voluntaria para el trabajo, a pesar de saber del costo que tuvo para poder salir de la isla, lo que implicaba que nunca volvería. Diana ganaría finalmente el concurso y se llevaría a Steve en un avión invisible hecho con los restos del avión de combate de Steve y la tecnología mágica de las amazonas, en el momento en que llegan a América, Diana sería detenida por el gobierno para declarar ante un tribunal sobre sus orígenes. Se encuentra con Etta Candy (ahora afrodescendiente) y con Barbara Ann Minerva, a lo largo del camino con quien entabló inicialmente una amistad. Estando en la cárcel, Diana es visitada por los dioses en forma de animales y le conceden sus poderes de fuerza, velocidad, agilidad, durabilidad, y el vuelo, todo lo cual se hizo evidente cuando se le permitió ir a un centro comercial y un combate contra unos miembros de un grupo llamado Sears. Diana después interrogaría a cada uno con el lazo de oro de la verdad y descubre que están bajo el efecto de un gas, que hacía que las personas entrasen en un estado de rabia asesina. Minerva descubre que "Sear" puede ser traducido como "Ares", el dios de la guerra, por lo que tiempo después el dios la atacaría. Diana se enfrentaría a Ares con la oferta para revelarle la ubicación de Temiscira a cambio de dejar en paz a la humanidad dejándola sola, pero descubre que ya no tiene el conocimiento de la isla desde que salió. Con la aceptación de su nuevo papel en el mundo del hombre, Diana, y con la ayuda de los dioses en forma de animal, subyuga a Ares con el lazo. Ella y Steve logran conseguir las coordenadas donde encuentran la toxina, y rastrean el lugar, Diana usaría el lazo para evitar caer bajo la influencia de la toxina. Ahora, llamada como Mujer Maravilla, Diana se convierte en una de los heroínas más grandes del mundo.
En el arco "Mentiras" un arco de la historia que corrió de manera paralela en las páginas de la revista Wonder Woman, se explora la búsqueda de Diana: Al no poder entrar al Olimpo, Diana sigue la pista de Barbara Ann Minerva, Chita, para obtener de ellas su ayuda. Chita inicialmente no quiso ayudarla, sin embargo, cuando accede, se compromete a ayudar a cambio de que Diana la ayude a matar el dios Urzkartaga y acabar con la maldición final de Minerva. La pareja lucharía en su camino contra los subordinados de Urzkartaga, Bouda, y Andrés Cadulo a quienes derrota, por lo que resulta temerosa de que Urzkartaga sacrificase a Steve Trevor ante el dios planta. Una vez vuelta a su forma humana, Minerva aceptaría ayudar a Mujer Maravilla encontrar su camino de regreso a la Isla Paraíso. Durante este tiempo, Mujer Maravilla se reencuentra con Steve, tienen una conversación en la cual revelan sus sentimientos y se dan un beso. Minerva finalmente se da cuenta de Isla Paraíso es parte de una representación emocional en vez de un lugar propiamente físico, por lo que Mujer Maravilla y Steve encabezan para encontrar la isla. Luego, estos tienen éxito, por lo que Mujer Maravilla es recibida por su madre y sus hermanas, aunque Steve siente que algo anda mal. Mujer Maravilla se da cuenta de que nada es como recuerda, después de usar el lazo de la verdad, descubre todo lo que pensaba que sabía que era había sido una mentira: ella nunca volvió a Temiscira después de salir con Steve años después. La revelación destruye la mente de Diana y por poco queda enloquecida, quedando devastada. Veronica Cale, una mujer de negocios que ha estado deseando encontrar Temiscira y el líder de la organización Godwatch, envía un grupo paramilitar llamado "Poison" tras ella, pero con el estado mental de Diana que la ha dejado vulnerable y ajeno al peligro que ella y Steve estaban por sufrir. Steve logra alejarlas lo suficiente como para que puedan ser rescatados, y de mala gana lleva a Diana a un hospital mental para que pueda obtener ayuda. Si bien no se trataba de hacer captar la realidad, pensó que lo que sabía era falso, y con el tiempo saldría de su estupor y sería capaz de unirse a los demás en la búsqueda de Veronica Cale, que está tratando de encontrar Temiscira.

### Los Nuevos 52:Tierra-2
La nueva versión de la tierra alterna del nuevo multiverso DC (conocida como Tierra-2) fue introducido en las páginas de Tierra 2 #0 y #1 (2012). En los tres números, que iniciaron con el #0, La Mujer Maravilla de Tierra 2 fue introducida por medio de un flashback. Junto con la versión de esta tierra de Superman y Batman, es representada en su última batalla ya que esta lucha termina con la vida de los tres héroes contra las fuerzas de Apokolips cinco años en el pasado. Esta versión de Mujer Maravilla adora a las deidades de la mitología romana en vez de la griega; los dioses romanos perecen como consecuencia del conflicto. La versión anterior de Tierra-2 de Mujer Maravilla, antes de la invasión de Apokolips, se ve en el cómic Superman/Batman, en la que se le ve montando un pegaso.
En Tierra 2 #8 (2013), Mujer Maravilla, tiene una hija, llamada Fury, otro personaje de DC que fue reintroducida. Ella es leal a Steppenwolf miembro del ejército de Apokolips.

## Identidad secreta

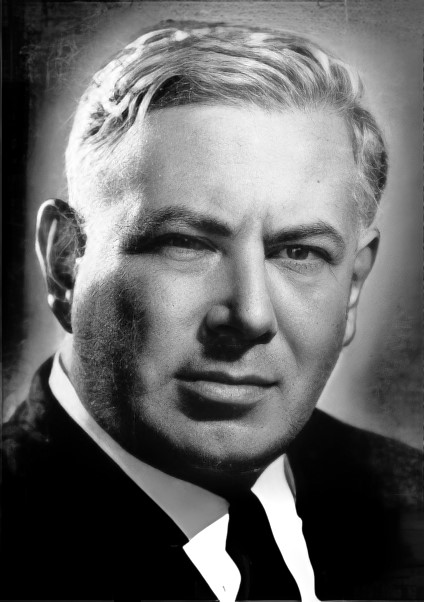
William Moulton Marston, creador de la Mujer Maravilla.

La Mujer Maravilla siempre ha sido conocida con el alias de Diana Prince, dicha identidad fue creada por William Moulton Marston.
Durante el tiempo en que Marston escribió sus primeras historias, Diana Prince era el nombre de una enfermera del ejército a quien Mujer Maravilla ayudó. La enfermera quería ir a donde estaba su prometido, quien había sido trasladado a América del Sur, pero fue incapaz reunir el dinero para el viaje para poderse reunir con él. Como Mujer Maravilla necesitaba una identidad secreta para poder vigilar y cuidar a Steve (que ingresó al mismo hospital militar donde Diana Prince comenzó a trabajar), y porque ambas parecían idénticas, la Mujer Maravilla le dio su dinero a la enfermera para ir con su prometido a cambio darle sus credenciales de la enfermera y tomó la identidad de Diana Prince como su alias. Ella comenzó a trabajar como enfermera del ejército y más tarde como secretaria de la USAF.
La identidad de Diana Prince jugó un importante papel en las aventuras de Mujer Maravilla durante la década de 1960, contando con una Diana retroalimentada de sus historias cuando luchaba contra el crimen sin sus poderes místicos. Como ella ya no fue por un tiempo la Mujer Maravilla, ella usó el alias de Diana Prince, mientras que su lucha contra el crimen fue ocultada al instalar como fachada un almacén de ropa.
El alias de "Diana Prince" volvería a ganar de nuevo un papel importante al desempeñar en las aventuras de Mujer Maravilla después de los acontecimientos de la Crisis infinita. Debido a los acontecimientos que conllevaron a Mujer Maravilla a asesinar al ahora villano Maxwell Lord y que luego fue transmitida la transmisión a todo el mundo, pues él era la mente que controlaba con sus poderes telepáticos a Superman, ya que este trataba de matar a Batman. Cuando la Mujer Maravilla lo ató en su lazo mágico de la Verdad, exigiéndole que dejara controlar la mente a Superman, Maxwell le reveló que la única manera de detenerlo era que ella lo matase, así que como último recurso Diana le rompió el cuello. Debido a la trauma que causó al matar a otra persona, hizo un exilio de un año con su pueblo natal las Amazonas con el fin de redescubrirse a sí misma. Una vez que regresó a la vida pública, Diana se dio cuenta de que su célebre vida como superhéroe a tiempo completo, y como embajadora la había mantenido retirada de la humanidad. Debido a esto, ella puso creó la identidad de Diana Prince y se convirtió en una agente del Departamento de Asuntos Metahumanos (DEO). Durante una batalla que tuvo más tarde con Circe, la bruja le hizo un hechizo a Diana para que dejase a Mujer Maravilla impotente cuando se encuentre en el papel de Diana Prince.
Con el reinicio del Universo DC en Los Nuevos 52, Diana aún no tiene una identidad secreta como lo mencionó en una entrevista realizada el escritor de la serie Brian Azzarello.

## Caracterización
Mientras que muchos escritores han representado Diana con personalidades diferentes, lo que ha permanecido constante es su capacidad para poder sentir la compasión y dar amor sin discriminación.
Este rasgo ha sido la razón por la cual fue admitida en el Cuerpo de Zafiros Estelar. La versión moderna del personaje ha demostrado que realiza acciones letales y fatales cuando se queda sin alguna otra alternativa. Un primer ejemplo de esto fue cuando ella mató a Maxwell Lord, a fin de salvar la vida de Superman.
La personalidad de la Mujer Maravilla y el tono como mujer ha oscilado entre el de una típica y épica guerrera, una embajadora muy compasiva y serena, y en otras ocasiones también como una persona ingenua e inocente. Todo lo cual fue favorable a la esencia del personaje... su equilibrio entre el lado marcial de las cosas y el lado amoroso. El escritor Gail Simone le fue aplaudida sus historias de la Mujer Maravilla durante su carrera al escribir la serie, con el recibimiento de una muy buena crítica realizada por Dan Phillips del portal web IGN, señalando que hizo moldear el personaje de Diana en un personaje muy fácil de identificarse y simpático a la vez.
Pero uno de los pilares, y la tercera intención original, de su personalidad era ser una forastera, el que la diferenciaría frente a su actual statu quo, sobre todo aquel que representa a nombre de la humanidad y el amor. La nueva versión de los nuevos 52 del personaje ha sido retratada como una persona más joven, muy testaruda, amorosa, fiera y obstinada. Brian Azzarello declaró en una entrevista en video a DC Comics que están construyendo a un personaje muy "confidente", "impulsiva" y "de buen corazón". Se refirió a su rasgo de sentir compasión ya que esto representa tanto su fuerza como su debilidad.

## Poderes y habilidades
Posee una gran fuerza que fácil rivaliza la de los Kryptonianos más poderosos (Superman, Supergirl) y posee una increíble inteligencia, pues tiene conocimiento de magia, ciencias, sabe más de 10 idiomas y es considerada una de los miembros más sabios e inteligentes de la Liga de la Justicia. Puede volar a grandes velocidades. Es vulnerable pero es considerada a un nivel de diosa por el resto de los superhéroes ya que no envejece, es inmortal, y posee una belleza extraordinaria. Junto a esto, se trata de una excepcional combatiente cuerpo a cuerpo con o sin armas, entrenada en formas de combate utilizadas por las amazonas y tiene conocimiento de artes marciales orientales, entrena diariamente con miembros de la Liga como Batman o Black Canary, llegando incluso a superarlos en combate mano a mano. En varias ocasiones, se le ha visto entrenando con I-Ching, un excelente artista marcial, antiguo maestro de Bruce Wayne.
Además de ser la embajadora de las amazonas hacia el resto del mundo, Mujer Maravilla posee estupendas habilidades y dones superhumanos, que le han sido concedidos por los dioses griegos en su victoria. Entre ellos se incluyen un lazo mágico que obliga a decir la verdad, hace perder la memoria y es indestructible. Su tiara, que sirve como bumerán y unos brazaletes reflectantes de una aleación de materiales, entre ellos un metal oriundo de la Isla Paraíso llamado "feminum" (en la edad de oro) a prueba de todo tipo de rayos, balas y otros proyectiles, "amazonium" (edad de plata), muy similar al anterior, y fragmentos del escudo de Zeus, la Aegis (post crisis). Siempre prefiere fomentar la paz en lugar de la guerra y utilizar su persuasión en lugar de su superfuerza para someter a los malhechores.
Mujer Maravilla tiene dos debilidades en la etapa post crisis: pierde sus poderes cuando es atada con su propio lazo mágico, y también si un hombre une sus brazaletes de modo que la dejan inmovilizada como si se tratara de unas esposas.
Fuera de canon, sus poderes de diosa le hicieron capaz de hacerse con el Mjolnir de Thor, aunque puede ser que por sus características como nobleza, valentía, entre otras inherentes a este personaje, sea digna de su poder, esto ocurrió en el crossover de Marvel vs DC Comics en donde se enfrentó a Tormenta.

### Evolución de sus poderes

#### Poderes y habilidades en la etapa Pre Crisis
Durante Edad de Oro, la Mujer Maravilla tenía una fuerza que era comparable a la que Superman tenía en dicha época. Un ejemplo de esto se dio cuando fue capaz de romper una puerta de acero con sus brazaletes. En una de sus primeras apariciones, fue mostrada corriendo fácilmente a 96.5 km/h, y luego saltaba de un edificio a otro y/o caía en la tierra en la punta de su pies.
Su fuerza sería debilitada de acuerdo con la Ley de Afrodita si permitía que fuese obligada a quitarse sus pulseras o ser encadenadas o amarrada por un hombre.
También tenía un arsenal de habilidades mentales y psíquicas, ya que correspondía a los intereses del Dr. Marston sobre las habilidades psíquicas y de lo paranormal. Ese conjunto se incluye algo llamado el ESP, la proyección astral, telepatía (con o sin el uso de una radiofrecuencia mental), el control mental sobre el uso de la electricidad en su cuerpo, etc. En Wonder Woman (vol. 1) #105 reveló que Diana fue formada de arcilla por la Reina de las Amazonas y estaba envuelta en los atributos de la diosa griega y romana Atenea/Afrodita: bella como Afrodita, sabia como Atenea, más veloz que Hermes, y más fuerte que Hércules. La formación amazona de la Mujer Maravilla le dio una limitada telepatía, un poco sobre conocimiento científico en profundidad, y la capacidad de hablar todos los idiomas conocidos por el hombre y más allá (incluso hablar idiomas primitivos tan antiguos como los que hablaba el hombre de las cavernas y hasta el idioma marciano lo hablaba.
Entre 1966 y 1967, aparecieron nuevos poderes, como el súper aliento y la telepatía.
En la edad de plata y bronce de los cómics, la Mujer Maravilla fue capaz de aumentar aún más su fuerza. En tiempos de gran necesidad, sin el uso temporal de sus pulseras podía aumentar temporalmente su fuerza diez veces, pero hacía que se volviese loca en el proceso.
Estos poderes recibidos cambiaron después de los acontecimientos de la "Crisis on Infinite Earths ".

### Poderes y habilidades en la etapa Post Crisis
Tras la Crisis on Infinite Earths, la Mujer Maravilla se reescribió entre sus orígenes la forma en que adquirió sus poderes, siendo una bendición de los propios dioses olímpicos, recibiendo cada uno los siguientes dioses:
- Deméter, la diosa de la agricultura y la fertilidad, bendijo a Diana con la fuerza extraída del espíritu de la Tierra (Gea), haciendo de ella una de los héroes más fuertes físicamente en el Universo DC y la heroína femenina más fuerte de todo el Universo DC.[132] Su conexión con la tierra le permite sanar a un ritmo acelerado, siempre y cuando esté en contacto con el planeta. En casos excepcionales en los que ha sido gravemente herida, Diana ha mostrado la capacidad de combinarse físicamente con la tierra, haciendo lo que sea para sanar sus lesiones o venenos ingeridos para sean expulsados de su cuerpo; tal es el acto que es considerado sagrado, y sólo se puede ser utilizado en casos extremos.[133]
- Pallas Atenea, la diosa de la sabiduría y de la guerra, concedió a Diana una gran sabiduría, inteligencia y destreza militar. Este regalo de Atenea le ha permitido a Diana dominar más de una docena de idiomas terrestres (incluidos los de origen extraterrestre), múltiples oficios complejos, ciencias y filosofías, así como la capacidad de liderazgo, estrategia militar y combate armado y desarmado. Recientemente, Atenea ligó su propia visión a Diana, otorgándole una mayor empatía.[134]
- Artemisa, la diosa de la caza, los animales, y la Luna, Diana es agraciada con los Ojos de cazadora y su unidad con las bestias. La capacidad de los ojos de cazadora da Diana una amplia gama de sentidos mejorados, incluyendo la visión telescópica y súper oído.
- Hestia, diosa del fuego y del hogar, le concedió a Diana la hermandad con el fuego. Este poder se ha demostrado sobre el control que posee del "Fuego de la Verdad", que Diana esgrime a través de su lazo, el Lazo de Hestia, lo que hace que cualquier persona vinculada por el mismo sea incapaz de mentir. Esta capacidad también le otorga su resistencia al fuego normal y poder crear a través del lazo un campo de fuego protector.
- Hermes, el dios mensajero de velocidad, le concedió Diana velocidad superhumana y la capacidad de volar.[133] Es capaz de volar a velocidades cercanas a la mitad de la velocidad de la luz.[135] Puede reaccionar con la suficiente rapidez para desviar las balas, láseres, y otros proyectiles con sus brazaletes haciéndola prácticamente impenetrable como forma de defensa. Después del reinicio del Universo DC en 2011 con el relanzamiento del personaje, la Mujer Maravilla no posee naturalmente el poder de volar. Lo gana una vez que es tocada por una pluma que Hermes le arrojada.[136][137]
- Afrodita, la diosa del amor, le concedió a Diana una impresionante belleza, así como nobleza y un corazón compasivo.

Si bien no es totalmente invulnerable, es altamente resistente a grandes cantidades de fuerza bruta y soportar temperaturas extremas. Sin embargo, el uso de armas blancas o balas de pistolas o ametralladoras bien aplicadas con la suficiente fuerza son capaces de penetrar la piel. Debido a sus orígenes divinos, Diana puede resistir muchas formas de manipulación mágica.
Ella es capaz de proyectarse astralmente a sí misma en varias mundos del mito. Su cuerpo físico reacciona a lo que le pase a ella en el plano astral mítico, dejando su cuerpo con la posibilidad de heridas, ser golpeada, o a veces, una vez fortalecido su mente y cuerpo se reencuentran. Al parecer, puede dejar el planeta a través de la meditación, como lo hizo en el caso de rescatar a Artemis mientras ella estuvo en el inframundo.
Con el reinicio del Universo DC, Diana ganó nuevos superpoderes. Como hija nacida natural entre Hipólita y Zeus, ha heredado algunos poderes de su padre, pero que son reprimidos por el uso de sus brazaletes. Usa estos poderes en la batalla contra Artemisa (la diosa, no la amazona) y rápidamente vuelve a su estado inconsciente con la misma facilidad al realizar una serie de contraataques cuidadosamente coordinados. También, con estos poderes divinos, ha podido mantener una pelea con Superman que estaba siendo infectado por Doomsday. Mientras utiliza la fuerza divina, su vestuario y su traje se ilumina y sus ojos brillan como los de su padre. Después de convertirse en la nueva diosa de la guerra cuando reemplazó a Ares tras su eventual muerte en las páginas de Wonder Woman Vol. 4, Diana heredó sus habilidades divinas. Diana no ha exhibido como tal dichos poderes en forma como Ares, pero se le ve en las páginas de Superman/Wonder Woman #5 que se desliza fácilmente una relación telepática con un soldado, explicándole: Yo soy Guerra. Sé que todos los soldados, y las mías me conocen.

### Otras habilidades y herramientas
Diana ha sido representada como una atleta magistral, acróbata, luchadora y estratega, su formación y experiencia en muchas formas antiguas y modernas de combate armado y desarmado, incluyendo el uso de artes marciales exclusivamente amazónicas e incluso orientales. En algunas versiones, su madre la entrenó, como Wonder Girl, para una futura carrera como Mujer Maravilla. Desde el principio, se presenta como una persona altamente capacitada en el uso de sus brazaletes amazonas para detener balas y empuñando su Lazo de la Verdad. Batman una vez la llamó como la mejor luchadora cuerpo a cuerpo en el mundo. La versión moderna del personaje considera el uso de la fuerza letal como último recurso cuando lo considere necesario. En la continuidad de los Nuevos 52, sus habilidades de combate superiores son el producto de su formación en la infancia que estuvo con Ares. En la continuidad de Nuevos 52, Hermes también le dotó de un par de pistolas automáticas doradas mágicas.
Diana tiene un arsenal de poderosas armas forjadas por los dioses que están dispuestas a su disposición, pero sus mejores armas son sus brazaletes indestructibles y el Lazo de la Verdad.

#### Aegis de Atenea
Sus brazaletes antibalas se formaron a partir de los restos del escudo legendario de Atenea, las Aegis, que fue asignada a su campeón. El escudo fue hecho de la piel indestructible de la gran cabra, Amaltea, que amamantó a Zeus cuando era un nene. Hasta ahora estos protectores de los antebrazos han demostrado ser indestructibles y capaces de absorber el impacto de los ataques entrantes, permitiendo que la Mujer Maravilla desvíe las balas de armas automáticas incendiarias y las explosiones de energía. Diana al solo dar un golpe con los brazaletes juntos crean una ola de fuerza de conmoción que es capaz de hacer fuertes ondas de sonido que perturben a seres como Superman al hacerle sangrar sus propios oídos. Recientemente, ganó la capacidad de canalizar el rayo de Zeus a través de sus pulseras. Zeus le explicó que este poder había sido contenido dentro de las pulseras desde su creación, ya que una vez fueron parte de la Aegis, y que sólo recientemente apenas uso gracias a que los brazaletes se lo permitieron. Después del reboot de la editorial en 2011 al relanzar el origen del personaje, se reveló que Diana era la hija de Zeus y de Hipólita y que los brazaletes son capaces de mantener los poderes que ha heredado de Zeus al tenerlos bajo control. Además, Hefesto le ha modificado sus brazaletes para que la Mujer Maravilla tenga la capacidad de poder manifestar una espada de metal de color gris en cada brazalete. Cada espada, marcada con una estrella roja, toma forma a partir de la formación de un relámpago, y cuando la Mujer Maravilla las deja de utilizar, las espadas desaparecen, supuestamente, de vuelta a sus pulseras. Como tal, ella ha reproducido otras armas de las pulseras de esta manera.

#### El Lazo de la Verdad de Hestia
El Lazo de la Verdad, o también conocido como el Lazo de la Verdad de Hestia, fue forjado por Hefesto de la faja de oro de Gea. Obliga a todos los seres que están en contacto con él al decirle la verdad absoluta y es prácticamente indestructible, en Crisis de Identidad, Flecha Verde lo describe como "el único detector de mentiras diseñado por Zeus." Las únicas veces que se ha roto fue cuando Mujer Maravilla se negó a aceptar la verdad revelada por el lazo, como cuando se enfrentó a Rama Khan en Jarhanpur, y por Bizarro en la serie limitada de Matt Wagner (serie no canónica de Batman/Superman/Wonder Woman: Trinity). También por algún un momento tuvo el poder de obligar aquel que estuviese atrapado en el lazo a obedecer al ordenarle cualquier orden que le haya dado, incluso anulando el control mental de los demás; esto era lo suficientemente eficaz como para derrotar a seres de carácter fuerte como al Capitán Marvel. Diana maneja el lazo con gran precisión y exactitud y se puede utilizar como un látigo o soga.

#### Otros
Diana ocasionalmente usa armamento adicional en una batalla formal, como por ejemplo el uso de una armadura ceremonial de oro con alas doradas, un yelmo o casco dorado adornado con la cabeza de un águila y una placa pectoral. Ella posee una espada mágica forjada por Hefesto que es lo suficientemente afilada como para cortar los electrones de un átomo. Ya en la década de 1950, la Tiara mágica de Mujer Maravilla también la ha utilizado como un arma que se lanza ya que tiene bordes afilados, volviendo a ella como un Búmeran, al igual que en la serie televisiva fue utilizada. La Tiara le permite a la Mujer Maravilla ser invulnerable frente a ataques telepáticos. A Diana le permite contactar telepáticamente tanto con otras personas como a otras amazonas pedirle que regrese a Temiscira, al utilizar el poder telepático del rubí de la estrella roja en el centro de su tiara.
Las versiones de la edad de oro, plata y bronce de la Mujer Maravilla mostraron el uso de un avión invisible que podía ser controlado por orden mental a través de su tiara. El aspecto ha variado con el paso del tiempo; originalmente era un avión propulsado por hélices, más tarde fue cambiado por un avión a reacción semejante a un avión furtivo.
En la versión Post-Crisis del Universo DC, la Mujer Maravilla puede volar, independientemente de las corrientes de viento, y por lo tanto tiene poca necesidad del Jet Invisible. Sin embargo, la historia del avión también fue rediseñada más adelante.
El origen del Jet Invisible en la Edad Moderna fue descrito durante la participación del guionista y artista John Byrne en el título, con información más detallada en ¿¿Wonder Woman Secret Files 1¿¿.
El ser que un día sería llamado como el Jet Invisible comenzó la vida como un "cristal metamórfico" alienígena que circunda un planeta distante con su "familia", otros cristales metamórficos que se llamaban colectivamente el Anillo. En su estado natural, el avión y sus compañeros del anillo se asemejan a huevos hechos de plástico semitransparente. Con el tiempo, fue separado de su familia y fue encontrado por los Lansinarios, un pueblo ciego subterráneo que vivió debajo de la Antártida. Los lansinarios no podían reaccionar con la suficiente rapidez como para cambiar su entorno. Así que desarrollaron el cristal metamórfico que habían encontrado en un dispositivo vivo que abasteció y cubrió sus necesidades. Estos seres más tarde otorgan el dispositivo a la Mujer Maravilla en gratitud por salvarlos. El avión, que posee una sofisticada inteligencia artificial, responde a los pensamientos de la Mujer Maravilla. Es capaz de hacerse invisible, así como alterar su forma, transformándose en cualquier forma de vehículo, ya sea un jet, submarino, motocicleta, o carro tirado por caballos. Mujer Maravilla en un principio no fue consciente de que su Jet Invisible en realidad se trataba de un ser vivo, pero el cristal siempre fue consciente de que era tratado por su dueña como una herramienta sin vida.
Cuando la Reina Hipólita tomó el manto de la Mujer Maravilla como penitencia y sin contar con la facultad de volar de su hija, hace un buen uso del Jet durante su viaje al pasado como la primera Mujer Maravilla de la década de los 40. Para adaptarse a la época, deseó que el dispositivo metamórfico asumiera la forma de un avión prop-conducido y tomó la apariencia del Jet original de los cómics anteriores. Después de su regreso a la Edad Moderna, el avión nuevamente comenzó a mostrar una personalidad y al igual que cuando permanecía integrado al “anillo” pudo finalmente desarrollar la facultad del habla. Durante el enfrentamiento de Cronos y sus hijos contra la Mujer Maravilla, el Titán Oblivion manipula los sentimientos de ira de la entidad metamórfica por la Mujer Maravilla afectando de igual manera a Superman y a Batman, pero después de darse cuenta de lo que había ocasionado, muestra culpa y remordimiento transformándose para compensar lo sucedido en una ciudadela flotante sobre Gateway City para su dueña. Mostrándose ahora como un excelente aliado, aunque casi siempre silencioso y sin rostro, la entidad recibe un nombre propio: The Wonderdome. Más tarde la tecnología viva de la entidad se incorpora en la Nueva Temiscira después de su reconstrucción a raíz de la Guerra Imperiex, reuniéndose incluso con algunos miembros de su familia.
En Wonder Woman 201 (de Greg Rucka) el Wonderdome se sacrifica para evitar que un inmenso tsunami mate a miles de personas inocentes. Habiendo “muerto” para salvar a tantos, Wonderdome fue lo equivalente a un cadáver humano. Aunque pudo funcionar en su forma tradicional de Jet Invisible, ya no pudo alterar su forma y se transformó finalmente en un objeto inanimado sin vida que no es inteligente ni consciente de sí mismo.
Como nuevo miembro temporal reciente de las Cuerpo de los Zafiros Stelar, Mujer Maravilla obtuvo acceso al anillo de poder violeta del amor. Este anillo le permitía alterar su traje a voluntad, crear construcciones energéticas sólidas de luz y se reveló el verdadero amor de una persona para sí misma. Fue capaz de combinar la energía con su lazo para mejorar su capacidad.

## Enemigos de Mujer Maravilla
Entre los peores enemigos de Mujer Maravilla se encuentran:
- Ares o Marte el dios de la guerra.
  - Los hijos de Ares
- Baronesa Paula Von Gunther
- Blue Snowman
- Capitán Wonder
- Cheshire
- Cheetah
- Circe
- Cisne de Plata
- Cronos y sus hijos
- Darkseid, el poderoso líder de Apokolips, uno de los denominados señores del mal, perteneciente a los llamados Nuevos Dioses.
- Doctor Poison
- Doctor Psycho
- Doctor Cyber
- Doomsday
- Duque del Engaño
- Egg Fu
- El Círculo
- Giganta
- Hades
- Hombre Ángulo
- Mago Blanco
- Maxwell Lord
- Medusa
- Minister Blizzard
- Primogénito (Introducido en Los Nuevos 52)
- Queen Clea
- Red Panzer
- Steppenwolf
- Villany Inc.
- Veronica Cale

## Apariencia
El Traje de Mujer Maravilla ha variado con el tiempo, a pesar de que casi la totalidad de sus apariencias en sus encarnaciones han conservado una cierta forma de armadura, la tiara, los brazaletes y sus símbolos de estrella en su diseño. Aunque el diseño de su traje se ha basado originalmente en el simbolismo de Estados Unidos y su iconografía, que permitió explicar más arraigada las raíces amazónicas. Durante una escena en retrospectiva en el volumen 3 de Wonder Woman, Hipólita ordena la emisión de tener una prenda creada para Diana, que fue inspirada en el cielo nocturno en la noche en que Diana nació; una luna roja cazadora y en un campo de estrellas de azul profundo y el pectoral el águila, que es un símbolo de las representaciones antropomórficas de Atenea.
En el momento de su debut, la Mujer Maravilla lucía una camiseta roja con un emblema del águila en oro, un cinturón blanco, salpicado de estrellas azules en su falda y unas botas go-go rojas y doradas. Este uniforme se basaría totalmente en la bandera de Estados Unidos, como la Mujer Maravilla en ese momento era puramente un icono estadounidense. Más tarde, en 1942, el traje de la Mujer Maravilla recibió un ligero cambio (la falda fue convertida por completo un pantalón corto ceñido y llevaba sandalias Si bien la mayoría de las veces en el que se expuso su espalda, durante la imposición de la época del Comics Code Authority a mediados de la década de 1950, el traje fue rectificado para hacerla volver a cubrir sustancialmente sus partes más obscenas, con el fin de cumplir con la regla de censura posible. Durante los trabajos de Mike Sekowsky a finales de 1960, donde Diana entregaba sus poderes, comenzó a usar su propia habilidad para combatir el crimen. Llevaba una serie diseños en su atuendo, el más popular de ellos fue un traje blanco. Después de que la carrera de Sekowsky había terminado con el personaje a principios de 1970, las raíces de Diana se volvieron a sus antiguos orígenes mitológicos y llevaba una versión más modernizada de su traje original, un predecesor de lo que sería su traje traje de baño. Más tarde, en 1976, su cinturón blanco pasó a ser de color amarillo.
Después de la Crisis on Infinite Earths, George Pérez reinició el origen del personaje en 1987. Llevaba un traje similar al de la década de 1970, pero ahora con un cinturón de oro más grande. Este equipo se mantuvo hasta la llegada de William Messner-Loebs, que tenía Diana le pasaba el manto del papel de la Mujer Maravilla a Artemis. Como ya no era Mujer Maravilla, Diana lucía un nuevo traje negro diseñado por el artista Mike Deodato Jr. Diana fue reinstalada como la Mujer Maravilla al final de la última historia escrita por Loebs, y cuando John Byrne se hizo cargo de los guiones y dibujos, rediseñó una vez más su apariencia, uniendo el emblema y la faja en una sola.
Su equipo no recibió ningún cambio importante hasta después de la Crisis infinita. Al igual que en la placa pectoral, el cinturón también se le dio la forma de una W. Este equipo continuó hasta la edición 600, donde bajo la dirección de J. Michael Straczynski escribió la historia donde se contaba que la línea temporal había sido alterada para Mujer Maravilla y ella cambió su atuendo drásticamente. Su atuendo fue rediseñado por Jim Lee y se incluía un emblema rediseñado, un top dorado y rojo, pantalón negro y una chaqueta de color azul-negro que luego fue descontinuada posteriormente.
Otro cambio importante se produjo después de que el equipo de DC Comics hizo al relanzar toda su línea de publicaciones, con el evento Los Nuevos 52. Su traje de baño original fue restaurado, aunque la combinación de colores rojo y azul fue cambiado a un tono rojo y azul más oscuros. El pecho de la placa, el cinturón y tiara también fueron cambiados de oro a un color platino/plateado puro. Ahora lleva nuevos accesorios como el brazal y una gargantilla en el cuello, ambos como referencia a la "WW". El diseño previo incluyó nuevamente un pantalón negro, pero lo cambiaron a último momento y el aspecto del traje de baño fue restaurado durante el momento de su publicación. Esta nueva encarnación de Mujer Maravilla lleva parte del atuendo original, el cual, además de que su traje ya no es hecho de tela, ahora se asemeja a una especie de armadura de uso libre y flexible. Sus botas ahora son de color azul petróleo en lugar de rojo oscuro, cuya inspiración se basa en las armaduras femeninas del manga Saint Seiya.

## Impacto cultural del personaje
Mujer Maravilla ha estado presente desde 1942, y desde ese momento ha sido un modelo a seguir, una influencia para muchas personas. No solo sus historias han sido publicadas en innumerables historietas de la editorial DC Comics, sino también en otros medios como libros, televisión y cine, e incluso ha sido objeto de parodias. Se ha hecho referencia al personaje en programas de televisión como Frasier, That 70's Show, Family Guy, The Naked Truth, The Simpsons, Charmed, WWE, Scrubs, The OC o MTV Movie Awards, o películas como Desperately Seeking Susan, Back to Schol, They Still Call Me Bruce, Muriel's Wedding, SpiceWorld, Mystery Men o Sky High.
También ha sido objeto de estudio en libros dedicados al personaje donde se hace un repaso ya sea de su historia como de su creador, autores y escritores.

### Embajadora de la buena voluntad de la ONU
El 21 de octubre de 2016, la Organización de las Naciones Unidas nombró a la Mujer Maravilla Embajadora Honoraria de buena voluntad ante la ONU para el Empoderamiento de las Mujeres y Niñas en el mundo, en una ceremonia a la que asistieron el secretario general de las Naciones Unidas Ban Ki-moon, Lynda Carter y Gal Gadot.

## Versiones alternativas de la Mujer Maravilla

### Las mujeres que han portado la identidad
- En la continuidad post crisis, La Reina Hippolyta se convirtió en la Mujer Maravilla como parte de una penitencia y regresó en el tiempo a la década de los años 30, donde se unió a la Sociedad de la Justicia de América y posteriormente participó en la Segunda Guerra Mundial. En la continuidad Pre Crisis on Infinite Earths, Hipólita asumió el manto de Mujer Maravilla en una aventura del número 26 de la revista Sensation Comics.[159]
- Artemis Guerrera de la tribu perdida de las amazonas, las Bana-Mighdall,se convirtió en la nueva Mujer Maravilla durante una estratagema orquestada por la Reina Hipólita para evitar que su hija Diana muriera.
- Orana, un personaje similar a Artemis, derrotó a Diana en un nuevo desafío y se convirtió en la nueva Mujer Maravilla en la continuidad Pre Crisis. Murió durante su primera y única misión.
- Nubia, que era la hermana gemela de Mujer Maravilla en la continuidad Pre Crisis, también había reclamado el título como la Mujer Maravilla. La versión Post Crisis se convirtió en Nu'bia, una Mujer Maravilla que había precedió a Diana históricamente.
- Cassandra Sandsmark, la actual Chica Maravilla, se convirtió en la Mujer Maravilla en un futuro alternativo, como sucedió en la miniserie Titanes del Mañana en Teen Titans (vol. 3) # 14-16.[160]
- Donna Troy fue la primera Mujer Maravilla según la miniserie "¿Quién es la Mujer Maravilla?" historia revelada en Wonder Woman (vol. 3) antes de que Diana regresara. En su más reciente continuidad, Donna misma fue creada originalmente como un duplicado mágico menor de Diana.

### Otras versiones de universos alternativos
- En Tierra-3, la contraparte de la Mujer Maravilla es conocida como "Superwoman" y es miembro del Sindicato del Crimen de América (Tanto en la versión Pre Crisis y Post Crisis), siendo la contraparte análoga a la Liga de la Justicia de América, en la serie semanal Cuenta regresiva a la Crisis Final, sigue siendo otra versión de ella misma pero perteneciente al Sindicato del Crimen de América que es diferente a la otra versión ya que es análoga a la Sociedad de la Justicia de América de Tierra 2. A diferencia de su contraparte amazónica estándar, la Tierra-3 de la Mujer Maravilla, aparentemente poseía habilidades poco características, tales como visión de calor.
- La Mujer Maravilla que apareció en el universo de Tangent Comics fue una alienígena creada por ingeniería genética desarrollada para salvar las diferencias que existen entre las dos especies alienígenas en guerra: una que desarrolla la fuerza bruta, la otra con poderes psíquicos. Esta Mujer Maravilla poseía ambas habilidades.
- La versión de Tierra 11 (La Tierra que surgió en el nuevo multiverso DC Post Crisis Infinita) en este mundo los personajes son el género invertido de los personajes del Universo DC, por lo tanto, la contraparte de la Mujer Maravilla es un hombre llamado Hombre Maravilla, mencionado por Superwoman como Dane. Más violento y agresivo que su contraparte femenina, el Hombre Maravilla fue expulsado de la Liga de la Justicia por su postura impertinente con la muerte de Maxine Lord. Luego pasó a guiar a sus hermanos amazónicos, en un ataque contra el mundo moderno.
- En Tierra 15 (Post Crisis Infinita), se demostró que Diana había muerto, y que Donna Troy la había reemplazado como la Mujer Maravilla. El personaje debutó en Cuenta atrás a la Crisis Final #30 (2007).[161]
- En el crossover JLA/Vengadores, Mujer Maravilla apareció en la presente Liga de la Justicia durante la batalla contra Terminus en Keystone City y también se las arregló para coger al último Nulificador ante los Vengadores cuando estos llegaron y los envió de regreso a su universo. Cuando Diana y Aquaman fueron a la ciudad de Asgard en el Universo Marvel, ella atacó brutalmente al Vengador Hércules, creyendo que el violó a la contraparte de Hipólita de este universo como lo hizo Heracles en el Universo DC. Participó en la búsqueda de los doce artefactos antes que Krona atacase tanto al Gran Maestro y Galactus fusionase a los dos universos. Mientras veía que en la verdadera realidad Diana había sido testigo de la muerte de su madre, ella había decidido seguir luchando contra Krona. Cerca del final de la batalla contra las fuerzas de Krona, la Mujer Maravilla, She-Hulk, y otra versión de Hipólita como la Mujer Maravilla se quedaron para defender el camino en contra del ejército de villanos que dejaron diezmados el ejército de héroes.[162]
- La Tierra 18 (Post- Crisis Infinita) correspondiente al elseworld Justice Riders, una minserie limitada presenta una versión de la Mujer Maravilla, que era una mariscal que operaba en el Salvaje Oeste.[163]
- La Tierra 21 (Post- Crisis Infinita) correspondiente al elseworld y película animada Justice League: La Nueva Frontera de la miniserie limitada DC: The New Frontier presenta una versión de la Mujer Maravilla que era similar a la encarnación del personaje de 1950.[164]
- El Kingdom-Comeverso de Tierra 22 (Post Crisis Infinita) correspondiente al elseworld una miniserie limitada presenta una versión de la Mujer Maravilla alternativa que era similar a la versión convencional. Después de haber sido creada por los dioses inmortales, conservó su juventud a pesar del paso de las décadas, y tuvo una relación sentimental con un Superman longevo de mediana edad.
- En Tierra 30, mundo elseworld Superman: Hijo Rojo, (Post Crisis Infinita) se presenta una realidad donde la nave espacial de Superman aterrizó en la URSS en lugar de los Estados Unidos, y la Mujer Maravilla fue una embajadora en la Unión Soviética de Superman. Se enamoró de este Superman (quien permaneció inconsciente ante su atracción por él), pero finalmente se desilusionó cuando se convirtió en un dictador. Con el tiempo se levantó un ejército para detenerlo, pero fue derrotado.[165]
- Tierra 31 (Post Crisis Infinita) la tierra de la novela gráfica de Batman: The Dark Knight Strikes Again la encarnación de la Mujer Maravilla, sigue existiendo eternamente joven a pesar de su edad, y con Superman tuvo una hija híbrida entre Amazona y kryptoniana, llamada Lara. Su traje era un poco diferente, con una falda y una protección en su nariz incorporada en su tiara.

Frank Miller afirmó que este es el mismo personaje que aparece en All-Star Batman y Robin #5, en el cual, es representada como mucho más agresiva y misándrica que en cualquier otra versión notable. Fue miembro fundador de la Liga de la Justicia de este universo, junto con Superman, Linterna Verde, y a Plastic Man. Ella tuvo una acalorada discusión con ellos en un momento dado sobre cómo lidiar con Batman. La discusión terminó en un repentino beso con Superman (incluso cuando ella insistió en que ella lo odiaba).
- Tierra 34 (Post Crisis Infinita) retrata el elseworld Mujer Maravilla: Amazonia, serie limitada en donde representa una versión alternativa de Diana, nacida en el siglo XIX en un momento en que Jack el Destripador se hizo con el control del Imperio Británico. Fue arrebatada de Isla Paraíso por el capitán Steve Trevor y la Royal Marines. Se vio obligada a casarse con Trevor y se convirtió en la estrella de un espectáculo teatral en Londres, recreando los relatos sobre las mujeres de la Biblia. Con el tiempo se demostró a sí misma como una gran heroína, con la liberación de las mujeres que eran oprimidas en todo el Imperio y asumió el terrible reinado del Rey Jack. Esta versión fue posteriormente elegida por Monarch en Cuenta Atrás: Arena (2007)[167] para ser parte de su ejército.
- El Universo Wildstorm de Tierra-50 (Post Crisis Infinita) albergó a sus contrapartes, los colegas de la JLA, que aparecían en la serie Planetary. Esta Mujer Maravilla poseía unos brazaletes cambia-formas. En Stormwatch, demostró que tanto Apollo y Midnighter fueron una vez las cuasicontrapartes del Team-Up formado por Superman y Batman, ya que también tienen a una mujer contraparte de Maravilla, llamada Amaze. Fue asesinada en su primera misión.
- Además, otra Diana alternativa apareció como principal protagonista de Planetary/JLA: Terra Oculta, que tuvo lugar en una historia alternativa, donde se muestran entre otras diferencias, que Jakita Wagner había destruido Temiscira y matado a todas las amazonas que residían allí. Al final de la historieta, Diana vengó a su gente al derrotar a Wagner y matar a su pareja, Elijah Snow.[168]
- Crisis Final #7[169] representa una realidad en la que la Mujer Maravilla era de ascendencia africana y fue nombrada "Nubia". Más tarde se reveló como la Mujer Maravilla de Tierra-23 en Action Comics vol. 2 # 9 (2012).[170]
- Una versión alternativa de la Mujer Maravilla ha existido en su forma Bizarra, llamada Bizarra, que fue introducida por primera vez en DC Comics Presenta #71,[171] luego en Action Comics #856 y 857.[172] Se demostró que Bizarra más tarde estaba en las filas del Monarch en las páginas de Cuenta Atrás Presenta: Lord Havok y Los extremistas #1-3.[173]
- Una versión animada anterior del personaje se muestra en la temporada de 1985 de la serie de televisión El equipo de Súper Poderosos: Guardianes Galácticos en el episodio "El super equipo poderoso de Bizarra". En el episodio, fue llamada Mujer Maravilla Bizarra.
- El crossover de la serie limitada dc: Un Millón la Mujer Maravilla del siglo 851 era una estatua de mármol concebida de vida como la Diosa de la Verdad. Tenía poderes similares a la original y también llevaba dos armas de forma que cambiaba su naturaleza similar al jet invisible de Diana. Por lo general, actúa como sus sensibles brazaletes y fueron nombrados como Caridad y Armonía. Operaba en Venus y era miembro de la Legión de la Justicia Alfa.

- En una línea de tiempo alternativa mostrada en la miniserie Flashpoint, esta versión de la Mujer Maravilla está en guerra contra Aquaman y los atlantes.[174] Cuando era niña, Diana conoció y entabló amistad con un joven Arthur Curry. Cuando llegan a la edad adulta, se comprometen a un matrimonio de conveniencia para mantener las relaciones diplomáticas entre Themisyra y Atlantis, en los que estaría por revelar que sus sociedades y el mundo en general conviviesen juntos. El día de su boda, Hipólita fue asesinada por una lanza arrojada por un Atlante. Sin el conocimiento de la novia o el novio, la muerte de Hipólita era parte de un plan maquiavélico de Maestro del Océano, Artemis y la tía de la Mujer Maravilla, Pentesilea, para evitar la unión de Aquaman y Mujer Maravilla (ya que Diana era el objetivo previsto, pero Hipólita se había interpuso en el camino). Como represalia, la Mujer Maravilla le declara la guerra a la Atlántida.[175] Aquaman y su ejército de atlantes luego visitar Temiscira para negociar la paz, Artemis ordena el uso de bombas que lanza en Temiscira, provocando que la Mujer Maravilla estando airadamente creía que los atlantes estaban detrás del complot. La única opción de Maravilla fue terminar la destrucción de Temiscira para luego escapar con los planos invisibles de Amazonía. Entonces conduce a sus amazonas a la conquista del Reino Unido, y al tomar posesión de esta tierra la renombra Nueva Temiscira.[176] Mujer Maravilla después se topa a Steve Trevor y lo envuelve en su Lazo de la Verdad y comienza a interrogarlo después de que él se encuentra temporalmente capaz de resistir los efectos del lazo. Steve le explica que fue contratado para rescatar a Lois Lane de Nueva Temiscira porque ella había sido enviada a recoger información sobre las amazonas para Cyborg. La Mujer Maravilla afirma que su contraespía estaba diciendo algo similar sobre Cyborg y los superhumanos que llegaron a detener la lucha entre ella y Aquaman. Sus súbditos le piden respuestas a Steve sobre sus asuntos en el lugar.[177] Más tarde, Mujer Maravilla ataca a Penny Black, miembro de la Resistencia, pero Penny le demuestra que las personas que fueron encarceladas e internadas fue su tía Pentesilea. La Mujer Maravilla, enfurecida, libera a la gente de sus prisiones, y cree que no son aceptados en la cárcel.[178] Durante este mismo período, las Furias amazónicas atacan los refuerzos de un grupo de atlantes enviados a matar a Terra, que se estaba siendo utilizanda para mantener a Nueva Temiscira en pie; La Mujer Maravilla se une personalmente a la batalla, enfrentando al líder, Aquaman.[179] Durante su lucha, ella le dice a Aquaman que ambos han sido engañados, cuando descubre que su tía Pentesilea besa a su hermano el Príncipe Orm, y que ambos son ambos responsables de la guerra entre los Atlantes y las amazonas, que era un plan ideado por ellos.[180] Mientras que el ejército atlantes van a la superficie, este ataque resultó ser el tiro por la culata del Príncipe Orm, Aquaman cree que Mujer Maravilla le ha tendido una trampa. Mujer Maravilla entonces escapa de Aquaman, que se niega a hablar con ella. Mujer Maravilla se pone en contacto a las amazonas para defender su hogar.[181] En el campo de batalla, Mujer Maravilla y Aquaman se encuentran luchando; Sin embargo, a ambos se le acerca Flash y los demás héroes que están aquí para detener la guerra.[182] Kal-El se esfuerza por detener a la Mujer Maravilla, que tiene la intención de atacarla en la última batalla.[183]
- La Mujer Maravilla de la historieta Wednesday Comics aparece como la última de las Amazonas y no está familiarizada con el mundo más allá de Isla Paraíso, hasta que ella viaja allí en sus sueños. Ella se diferencia en muchos detalles de la continuidad de Mujer Maravilla y sus aventuras ya que se inspiran en la tira cómica Little Nemo in Slumberland.
- La serie de Roy Thomas de 1980 del El Capitán Zanahoria y su sorprendente Zoo Crew! presentaron la Tierra paralela conocida como Tierra-C-menor (Pre Crisis), un mundo poblado por cómicos personajes animales superhéroes paralelos a la corriente principal del Universo DC. En Tierra-C-menor vivía Wonder Wabbit, una princesa conejo Animalazona de la "Isla de Ojos de Loro", formando equipo con los superhéroes de su mundo, la Just'a Lotta Animals.[184] En la versión Post Crisis Infinita, Su mundo pertenece a Tierra 26.[185]
- La Mujer Maravilla del universo Ame-Comi es una versión más joven de Diana. Inicialmente al abrigo de su madre, la princesa Diana llega a ser Mujer Maravilla por primera vez después de noquear a su guardaespaldas, Areto, y roba su armadura con el fin de impulsar una invasión a Kasnia.[186]

### Otros
- El sello Elseworld Superman/Wonder Woman: Whom Gods Destroy, Establecen un futuro distópico donde los nazis gobiernan, aquí la Mujer Maravilla traiciona a Isla Paraíso y se une a un Superman que traicionó sus creencias en favor del régimen Nazi.
- Wonder Woman: The Blue Amazon, el tercer volumen Elseworld de la trilogía Superman: Metrópolis contó con una Diana Prince basada en la película del cineasta austríaco Josef von Sternberg Der blaue Engel.
- En la historia del sello Elseworld Superman: Fuego Distante, Mujer Maravilla se encontró a un Superman impotente tras un holocausto nuclear y lo llevó a un pueblo habitado por sobrevivientes metahumanos. Un adulto Billy Batson y Superman se disputan su afecto. Aunque Superman ganó, y tuvieron un hijo llamado Bruce en honor al último Batman. Esto llevó a Batson a matar a Mujer Maravilla.
- En un Mundo Alternativo de un tomo especial de 80 páginas gigante en la historia del sello Elseworld Rockumentary, uno de los músicos de Lex Luthor era una diva del pop llamada Diana. Esta versión de la Mujer Maravilla fue una mezcla entre ella y Madonna.
- La serie limitada creada por Stan Lee como su único trabajo para DC Comics, conocido como Just Imagine..., creado junto a Jim Lee, reimaginó como sería la creación de los personajes de DC Comics por Stan Lee, la Mujer Maravilla es mostrada como una mujer peruana llamada María Mendoza, renacida como una guerrera que blandía una forja personal hecha por los dioses incas. Maria es activista, protesta contra la excavación corporativa de un sitio sagrado antiguo cerca de su aldea. El CEO (un malvado criminal) tiene un plan: ganando el poder del sitio arqueológico para apoderarse del mundo. Cuando María se cuela en el sitio, se encuentra con una gran placa, y se compromete a decodificarlo. Cuando lo hace, dos espíritus (uno de luz y uno de oscuridad) salen de la placa. A continuación, un premio dado por un espíritu de luz le son concedidos a María, dándole habilidades de energía solar. El premio de poderes del espíritu de la oscuridad se los otorga a CEO, convirtiéndolo en monstruo. Jura destruir la aldea para recuperar ambos espíritus, y luego se va. Para salvar a su familia, María viaja a Los Ángeles y se disfraza como una mujer normal.

#### Fuera de DC
- En los cómics "The Boys" como su serie,el personaje de Queen Maeve es bastante similar al personaje de la Amazonas

## Apariciones en otros medios

### Televisión

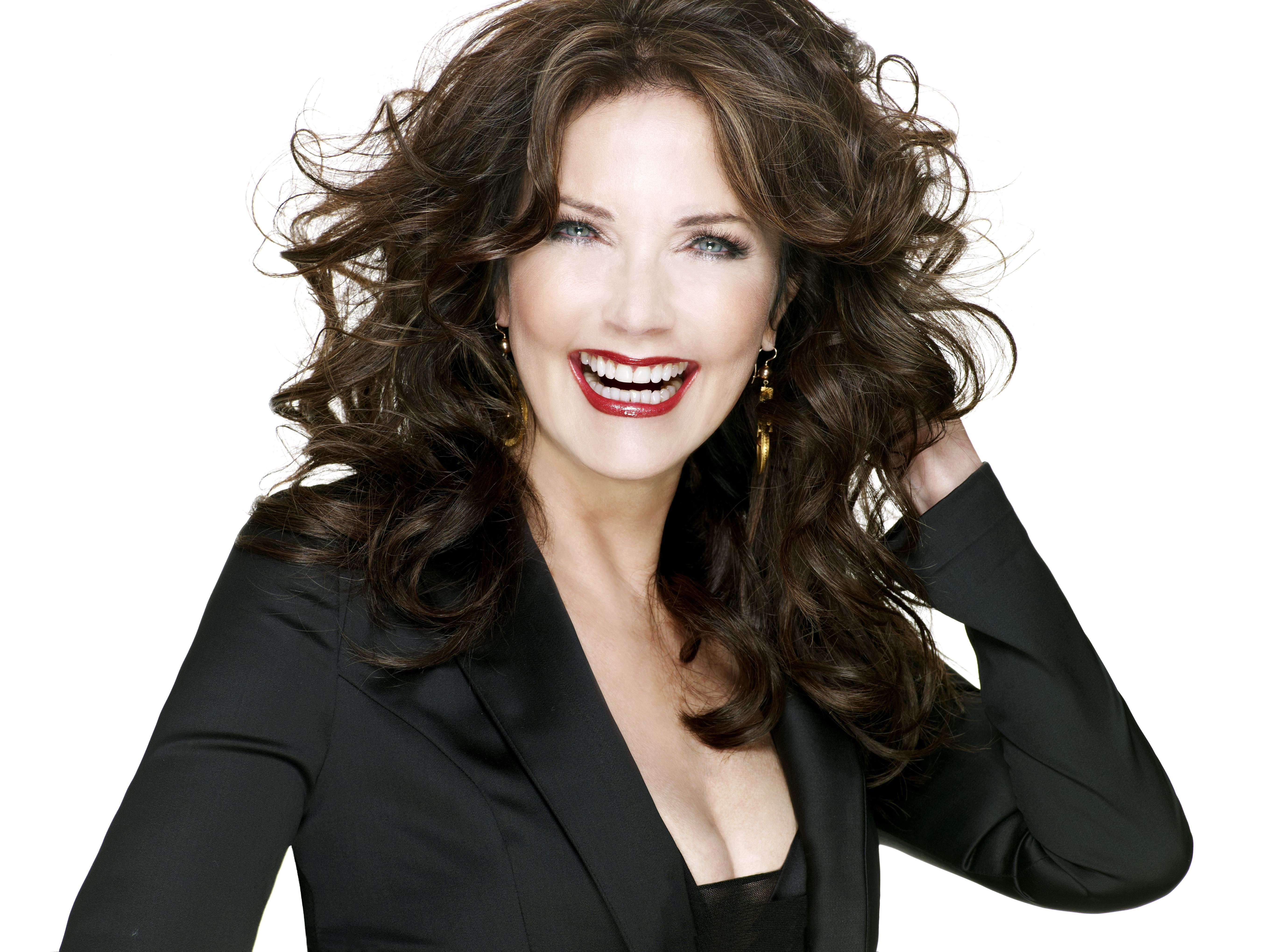
La actriz Lynda Carter fue quien interpretó a la Mujer Maravilla en la serie de televisión emitida entre 1975 y 1979.

Más allá de sus apariciones en los cómics, también se la conoce por una popular serie de televisión protagonizada por Lynda Carter, que fue filmada entre 1975 y 1979. Hubo antes una fallida primera versión televisiva sobre el personaje, estrenada el año anterior y protagonizada entonces por Cathy Lee Crosby.
La exitosa serie televisiva con Lynda Carter consiguió sólidos índices de audiencia y ayudó a que el personaje de Mujer Maravilla fuera popular. Comenzó con un programa piloto basado en los cómics de la guerra y refiere los orígenes de Mujer Maravilla en la Isla Paraíso, ubicada en medio del Triángulo de las Bermudas por más de dos mil años sin aparecer en ningún mapa, ha estado habitada solo por Amazonas, mujeres que huían del machismo del Mundo Antiguo, y que han hallado en ese aislamiento los secretos de la Inmortalidad y el Poder. Pero en 1942, el malherido mayor Steve Trevor, piloto estadounidense que acababa de abatir en combate a un avión nazi, se estrella en esa misma isla. Por medio de él, las Amazonas se enteran de que el mundo exterior está en guerra contra el Nazismo, que planea esclavizar a toda la humanidad. La reina amazona Hipólita decide enviar a la más poderosa guerrera que ayude a los Aliados a derrotar al Tercer Reich, que parece una reedición de ese Imperio Romano del que una vez huyó su pueblo. La elegida resultará ser la bella princesa Diana, quien irá armada de potentes artilugios mágicos. Una vez en los Estados Unidos, deja a Steve en un hospital y casi inmediatamente comienza su lucha contra espías y saboteadores alemanes, que planean el bombardeo de Washington. Ahora, las fuerzas de la Tiranía y el Terror tienen una poderosa enemiga, quien lucha por la Libertad y la Democracia: ¡Mujer Maravilla!.
Para esta nueva versión se escogió acertadamente a la entonces desconocida Lynda Carter, y se escribió un nuevo guion, más fiel al cómic original que su desastrosa predecesora. Situada a inicios de 1942, en plena Segunda Guerra Mundial, muestra a la amazona Diana Prince, inmortal súper-mujer de la Isla Paraíso, enviada a América por su madre, la Reina Hipólita interpretada por Carolyn Jones y por Cloris Leachman, para combatir a la Alemania nazi. La princesa Diana lleva el típico uniforme de los cómics (incluso inicialmente también usa una famosa falda que luego sería eliminada para "sentirse más cómoda"), aparte de sus tradicionales armas: el cinturón de fuerza, la tiara telepática, los famosos brazaletes protectores de feminum y el lazo dorado mágico. También hace su aparición su misterioso "avión invisible" (misterioso al nunca aclarar cómo y dónde aterriza). Entre su debilidad demostrada en la primera temporada, consiste en quitarle el cinturón mágico y los nazis para atraparla la dormían con cloroformo, éter o bombas de gas. El mayor Steve Trevor (Lyle Waggoner) es el piloto estadounidense rescatado por las Amazonas.
Para su primera aventura, Diana (ya en Washington) detiene a unos asaltantes de bancos, cae en manos del corrupto empresario teatral Ashley Norman (Red Buttons), descubre a la doble-agente nazi «Marcia» (Stella Stevens) conspirando contra el restablecido Steve y, para acabar, deberá enfrentar al coronel alemán Von Blasco (Kenneth Mars), enviado a bombardear objetivos militares en la capital de los Estados Unidos. Curiosamente, aquí aparece un poder adicional en Mujer Maravilla: la habilidad de imitar voces; y el famoso "giro de trompo" al momento de sus "transformaciones" fue considerado como "demasiado simplón". Posteriormente, en las siguientes entregas, su súper-ventriloquia desaparecería, y sus "vueltas estilo ballet" serán acompañadas por unos efectistas destellos y truenos, por idea de la propia Lynda Carter y adoptará una segunda identidad como la militar Diana Prince (con anteojos gruesos y peinado conservador), siendo esta la encubierta nueva secretaria de Steve.
El éxito de este piloto hizo que luego viniera una teleserie regular, también protagonizada por Lynda Carter y Lyle Waggoner. Después de la primera temporada, la serie cambió de manos. La ABC cedió los derechos a la CBS, que mostró nuevas aventuras de Mujer Maravilla pero algo más modernas y esta vez ambientadas en la América de los años 70.

#### Nuevos intentos por volver a la televisión
Después de muchos años, varias cadenas de televisión de Estados Unidos intentaron volver a llevar a la televisión a la Mujer Maravilla, entre otras productoras la CBS, la ABC y Warner Bros. a través de The CW entre 2011 y 2012 hicieron dos pilotos que nunca se concretaron, uno llamado Wonder Woman de 2011, y otro que nunca se logró producir, llamado Amazon de 2012.

#### Series animadas
- Mujer Maravilla también apareció en las series animada Súper amigos, en los 70 y 80, y Liga de la Justicia y Liga de la Justicia Ilimitada del 2001 al 2006.
- Aparece como miembro de la Liga en la serie animada Young Justice en el 2010.[195]
- Mujer Maravilla aparece como uno de los tres personajes principales de Justice League Action. Esta encarnación comenzó a salir con Superman en el episodio "Repulse", pero los dos deciden mantenerlo en secreto de los otros miembros de la Liga de la Justicia.
- También aparece en DC Super Hero Girls. En esta versión, tiene 317 años y se escabulló de la isla de Themyscira, la isla de las amazonas, para cumplir su sueño de proteger el mundo mortal. Al llegar a la ciudad de Metrópolis, aprende a hacerse pasar por una estudiante de secundaria típica con la ayuda de los otros personajes principales.
- Mujer Maravilla aparece en Scooby-Doo y ¿quién crees tú? episodio "The Scooby of a Thousand Faces" con Rachel Kimsey repitiendo su papel de Justice League Action. Ella se une a Mystery Inc. cuando están en Grecia y se enfrentan a un Minotauro que ataca un museo que Mujer Maravilla cree que es un verdadero Minotauro enviado por Hades. Una mordaza corriendo tiene Mystery Inc. tratando de demostrar que el Minotauro es falso. Mientras que Mujer Maravilla entrena a Daphne y Velma, deja a Shaggy y Fred fuera del entrenamiento. A Scooby-Doo le gusta. Finalmente, ella entrenó a Shaggy y Fred cuando se trata de atrapar al Minotauro. Cuando el Minotauro quedó atrapado, Mystery Inc. lo desenmascara para ser el curador del museo. Su lazo de la verdad rompe el disfraz de Minotauro cuando el curador afirma que estaba detrás de la Cabeza Dorada de Apolo para poder venderlo y retirarse. Después de que el curador es entregado a la policía, ella regresa a Themyscira mientras anima a Mystery Inc.

### En el cine

#### Películas animadas
- También este personaje ha aparecido en varias películas animadas, ya sea como personaje principal o secundario:
  -  Wonder Woman 
  -  Justice League: The New Frontier 
  -  Justice League: The Flashpoint Paradox 
  -  Justice League: Doom 
  -  Justice League: Crisis on Two Earths 
  -  Superman/Batman: Apocalypse 
  -  JLA Adventures: Trapped In Time 
  -  Justice League: War 
  -  Justice League: Throne of Atlantis 
  -  Liga de la Justicia: Dioses y monstruos 
  -  Justice League vs. Teen Titans 
  -  Justice League Dark 
  -  Death of Superman 
  -  Reign of the Supermen 
  -  Justice League vs. The Fatal Five 
  -  Wonder Woman: Bloodlines 
  -  Superman: Red Son 
  -  Justice League Dark: Apokolips War 
  -  DC Liga de Supermascotas

#### Acción en vivo

##### Batman v Superman: Dawn of Justice(2016)
Batman v Superman: Dawn of Justice es una película de superhéroes estadounidense de 2016 y la segunda entrega de Universo extendido de DC. También es la primera película teatral de acción en vivo que presenta a Mujer Maravilla y su identidad secreta, Diana Prince, interpretada por la actriz y modelo Gal Gadot.

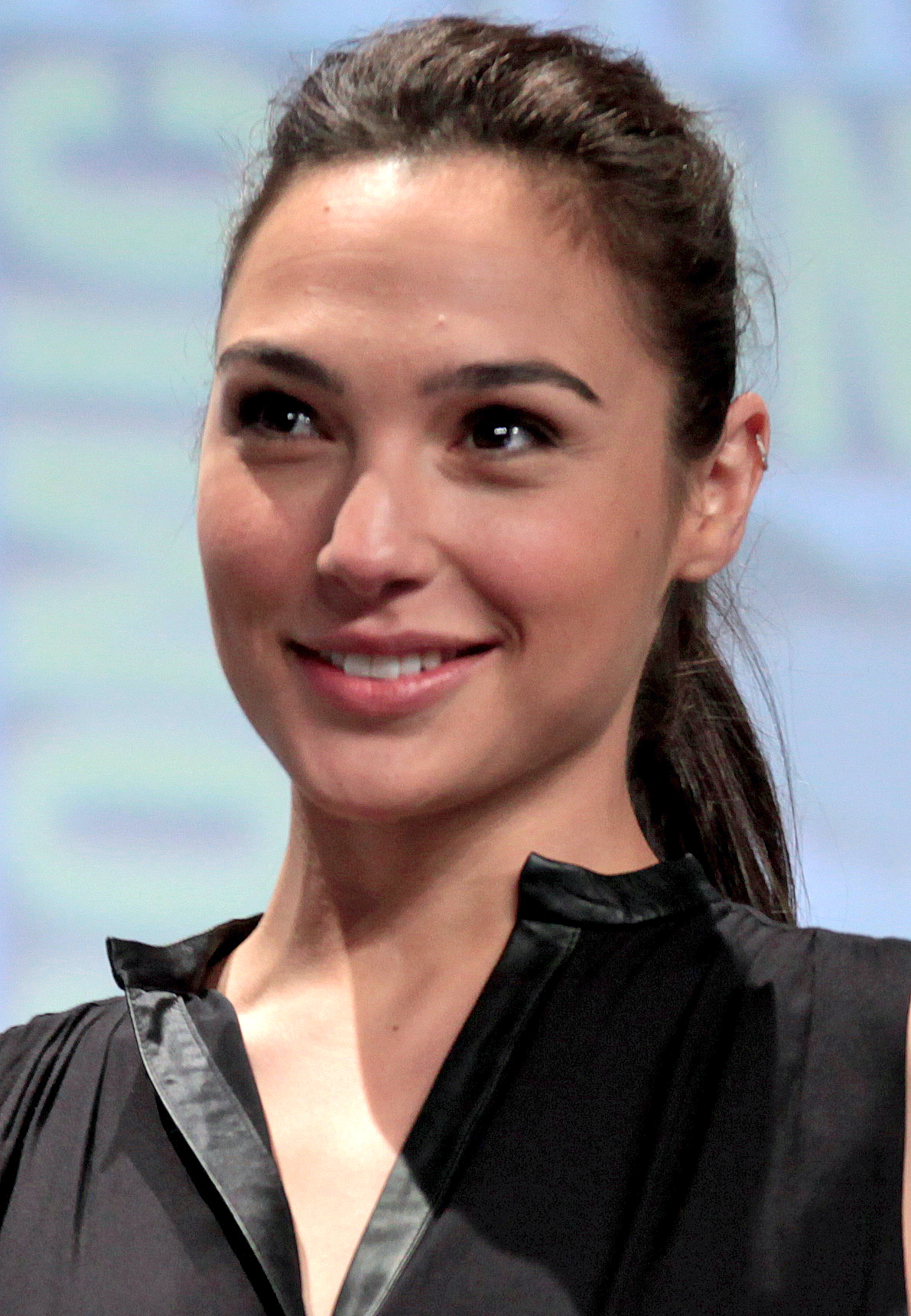
Gal Gadot ha sido elegida para interpretar a la Mujer Maravilla por primera vez en el cine.

El 10 de junio de 2013, se anunció que el director Zack Snyder y el guionista David S. Goyer regresarían en una secuela de El hombre de acero. Goyer ya había firmado previamente un contrato de tres películas, las cuales incluían El hombre de acero, su secuela, y la Liga de la Justicia con Superman. El 16 de junio de 2013, The Wall Street Journal reportó que el estudio está planeando estrenar la secuela en 2014. Finalmente el 20 de julio de 2013, Zack Snyder confirmó en la Convención Internacional de Cómics de San Diego que el estreno de la secuela será en 2016 y que reunirá a Superman, Batman y a Mujer Maravilla en una misma película por primera vez, así como también él y David S. Goyer co-escribirán la historia y este último volverá a escribir el guion. El 22 de agosto se confirmó que Ben Affleck interpretará a Batman y el 4 de diciembre de 2013 se anuncia que Gadot interpreta el papel de Mujer Maravilla en la película.

##### Wonder Woman(2017)
Gadot volvió a interpretar el papel en la película Wonder Woman en 2017, la cuarta entrega de DC Extended Universe y la primera película en solitario de Mujer Maravilla. La película está dirigida por Patty Jenkins, con un guion de Allan Heinberg, de una historia de Heinberg, Zack Snyder y Jason Fuchs, y sus coestrellas Chris Pine, Robin Wright, Danny Huston, David Thewlis, Connie Nielsen y Elena Anaya. El papel de Jenkins como director la convierte en la primera directora femenina de una película de superhéroes de estudio.
Ambientada en 1918, la película cuenta la historia de la Princesa Diana, que crece en la isla amazónica Themyscira. Después de que el piloto estadounidense Steve Trevor (Pine) se estrella en la costa de la isla y sea rescatado por Diana, él le cuenta sobre la actual guerra mundial. Luego abandona su hogar para terminar el conflicto, convirtiéndose en la Mujer Maravilla en el proceso. El desarrollo de la película comenzó en 1996, con Jenkins firmando para dirigir en 2015. El rodaje comenzó el 21 de noviembre de 2015, y la filmación tuvo lugar en el Reino Unido, Francia e Italia antes de finalizar el 9 de mayo de 2016, la 123a. Cumpleaños del creador, William Moulton Marston. El rodaje adicional tuvo lugar en noviembre de 2016.
Wonder Woman se estrenó en Shanghái el 15 de mayo de 2017 y se lanzó en los Estados Unidos el 2 de junio de 2017, en 2D, 3D e IMAX 3D. Recibió críticas en gran medida positivas, con críticos elogiando la dirección, actuaciones, secuencias de acción y partitura musical. La película estableció récords para la mayor apertura doméstica para una directora ($ 103.3 millones), la mayor apertura para una película de cómics dirigida por mujeres, la película de acción en vivo dirigida a mujeres con mayor recaudación y la historia de superhéroes de mayor recaudación a nivel nacional. Ha recaudado más de $ 812 millones en todo el mundo, lo que la convierte en la sexta película más taquillera de 2017.

##### Liga de la Justicia(2017)
Meses después de los acontecimientos de Batman v Superman: Dawn of Justice. e inspirados en el sacrificio de Superman por la humanidad, Batman y Mujer Maravilla reúnen a un equipo de metahumanos formado por Flash, Aquaman y Cyborg para enfrentar la catastrófica amenaza de Steppenwolf y su Ejército de Parademonios que están a la caza de tres Cajas Madre en la Tierra (en Themyscira, Atlantis y el mismo Victor Stone).
La Liga de la Justicia fue estrenada por Warner Bros. Pictures en los Estados Unidos y en algunas partes del mundo en formatos 2D, 3D e IMAX el 17 de noviembre de 2017.

##### Wonder Woman 1984(2020)
En 1984, durante la Guerra Fría, Diana Prince entra en conflicto con dos formidables enemigos: el hombre de negocios de medios de comunicación Maxwell Lord y su amiga convertida en enemiga Bárbara Ann Minerva, mientras se reencuentra con su interés amoroso Steve Trevor.
Wonder Woman 1984 tuvo un estreno en varios países el 15 de diciembre de 2020 a través de la plataforma virtual DC FanDome. Se estrenó el 25 de diciembre de 2020 en Estados Unidos y Canadá bajo la distribución de Warner Bros. Pictures; también se emitirá digitalmente en HBO Max en Estados Unidos durante un mes a partir de esa misma fecha. Se estrenó en cines en los mercados internacionales que no tienen HBO Max en un horario escalonado a partir del 16 de diciembre de 2020.

##### Zack Snyder's Justice League(2021)
La versión de Liga de la Justicia estrenada en cines en 2017, sufrió una producción difícil. Su guion experimentó cambios importantes antes y durante la producción entre 2016 y 2017. En mayo de 2017, Snyder renunció durante la postproducción tras tantas injerencias del estudio, y Whedon se hizo cargo, completando la película como director sin acreditar. Whedon supervisó los reshoots y otros cambios que agregaron un tono ligero y más humor, y redujo el tiempo de duración a 120 minutos de acuerdo con un mandato de Warner Bros. La versión de cines fue un fracaso comercial y recibió críticas mixtas, lo que llevó a Warner Bros. a revaluar el futuro del DCEU.
Cuando surgieron detalles sobre la problemática producción de la película y su estado antes de que Snyder renunciara, muchos fanáticos expresaron interés en un corte alternativo más fiel a la visión de Snyder. Los fanáticos, los miembros del elenco y el equipo solicitaron el lanzamiento de este, al que apodaron «Snyder Cut».
Al igual que el estreno teatral, Zack Snyder's Justice League sigue al equipo del mismo nombre: Batman, Superman, Wonder Woman, Flash, Aquaman y Cyborg, mientras intentan salvar al mundo de la catastrófica amenaza de Steppenwolf y su ejército de parademonios.
Zack Snyder's Justice League estrenará el 25 de marzo de 2021 en HBO Max. Inicialmente se estrenará como una miniserie de cuatro partes, y cada episodio durará una hora. A esto le seguirá una versión que combina los episodios en una película de cuatro horas.

##### ¡Shazam! La furia de los dioses(2023)
En 2022, Prince, que está al tanto de Billy Batson / Shazam y de lo que había pasado, llega al reino de Anthea y restaura el bastón del Mago, imbuyéndolo con sus poderes. Luego lo usa para devolverle la vida a Shazam y finalmente los deja.

##### The Flash(2023)
Poco después, Prince, quien aparece en salvar a Batman y Alberto Falcone con su Lazo de la Verdad, se encuentra con Flash, quien también está atado, Luego, ella los deja al irse volando.

### Videojuegos
- Es uno de los personajes del videojuego Justice League Task Force.
- Es uno de los personajes jugables de Mortal Kombat vs. DC Universe.
- Con la voz de Gina Torres, es uno de los mentores de los héroes del videojuego free-to-play DC Universe Online.
- Personaje jugable en Injustice: Gods Among Us e Injustice 2, en el cual forma parte del régimen de un tirano Superman.
- Es un personaje jugable en MultiVersus.

### Serie web
- Aparece en la serie web DC Super Hero Girls, con la voz de Grey DeLisle.

### Imitaciones
Distintos artistas gráficos han imitado a Mujer Maravilla con el fin de desarrollar las fantasías que los autores de esta superheroína han despertado, ya no faltan las opiniones cualificadas que colocan a los cómic de superhéroes dentro del género erótico. Una de las imitadoras es Ms. Americana the Queen of Justice, renderizada por Mr. X, quien la dota de unos poderes inferiores a Mujer Maravilla y un cuerpo mucho más voluptuoso. Siendo su tiara y su traje los elementos que tiene más en común con el personaje de DC. De toda la serie es la más reconocible, por encima de Got-Gal, Got-Chic u Omega Woman.

## Recepción del personaje
Mujer Maravilla fue nombrada el 20° mejor personaje de las historietas del cómic por la revista Empire. Se encuentra entre las seis mejores superheroínas por la Comics Buyer's Guide's de una lista de las 100 mujeres más atractivas de los cómics. En mayo de 2011, la Mujer Maravilla fue clasificada 5° por el portal IGN de entre los 100 mejores héroes del cómic de todos los tiempos.

## Personajes relacionados
- Steve Trevor
- Cassie Sandsmark (Wonder Girl II)
- Donna Troy (Wonder Girl I/Troia)
- Reina Hipólita

Tierra 2
- Diana Trevor (Wonder Woman de Tierra 2)